# Dom Bédos de Celles
Pour les articles homonymes, voir Bédos et Celles.
François Lamathe Bédos de Celles de Salelles, dit Dom Bédos de Celles, né à Caux, diocèse de Béziers, le 24 janvier 1709,, mort à l'abbaye de Saint-Denis le 25 novembre 1779, est un moine bénédictin, facteur d'orgue et gnomoniste. Probablement aussi organiste, il aurait tenu plusieurs grands instruments : abbatiale Sainte-Croix de Bordeaux, cathédrale d'Aire-sur-l'Adour, abbaye de Saint-Alyre à Clermont-Ferrand, abbaye de Saint-Thibéry.

## Biographie
Dom Bédos est né à Caux, diocèse de Béziers, le 24 janvier 1709, d'une famille de très vieille noblesse aux armoiries ainsi définies : De gueules, à trois croissants d'argent, surmontés de trois étoiles de même, à l'orle de huit coquilles d'argent. Sa famille possédait un domaine dont il se défit une fois entré dans les ordres, près de Clermont-l'Hérault et aujourd'hui noyé sous les eaux du lac du Salagou ; mais le petit village de Celles peut toujours se visiter. François fait ses humanités au collège des Oratoriens de Pézenas et reçoit la tonsure et les quatre premiers ordres mineurs des mains de Mgr du Rousset, évêque de Béziers, entre 1720 et 1725. Il doit le qualificatif « Dom » à son appartenance à l'ordre religieux des bénédictins de la Congrégation de Saint-Maur, et c'est à la Daurade, à Toulouse qu'il effectue son noviciat et fait sa profession de foi en 1726 à l'âge de 17 ans.
Organier reconnu, il est appelé sur de nombreux chantiers pour construire (rarement), réparer, expertiser (souvent) ou conseiller d’autres facteurs d’orgues : orgue de l'abbatiale Sainte-Croix de Bordeaux de 1744 à 1748, abbaye bénédictine Saint-Allyre à Clermont-Ferrand de 1748 à 1751, Saint-Thibéry (1750-1751) (actuellement orgue de la basilique Notre-Dame des Tables de Montpellier), Aire-sur-l'Adour en 1758, abbaye de Saint-Sever-de-Rustan (1760) aujourd'hui à Castelnau-Magnoac, Le Mans, Narbonne, Pézenas, Sarlat, Toulouse ou Tours. Ami du facteur François Lépine, de Toulouse, il prend le parti de son jeune fils Jean-François contre son vieux père qui retarde son établissement, confond Guillaume Monturus lorsque son travail laisse à désirer et épaule à l'occasion Jean-Pierre Cavaillé, qui sera le grand-père de Vincent et d'Aristide Cavaillé-Coll.

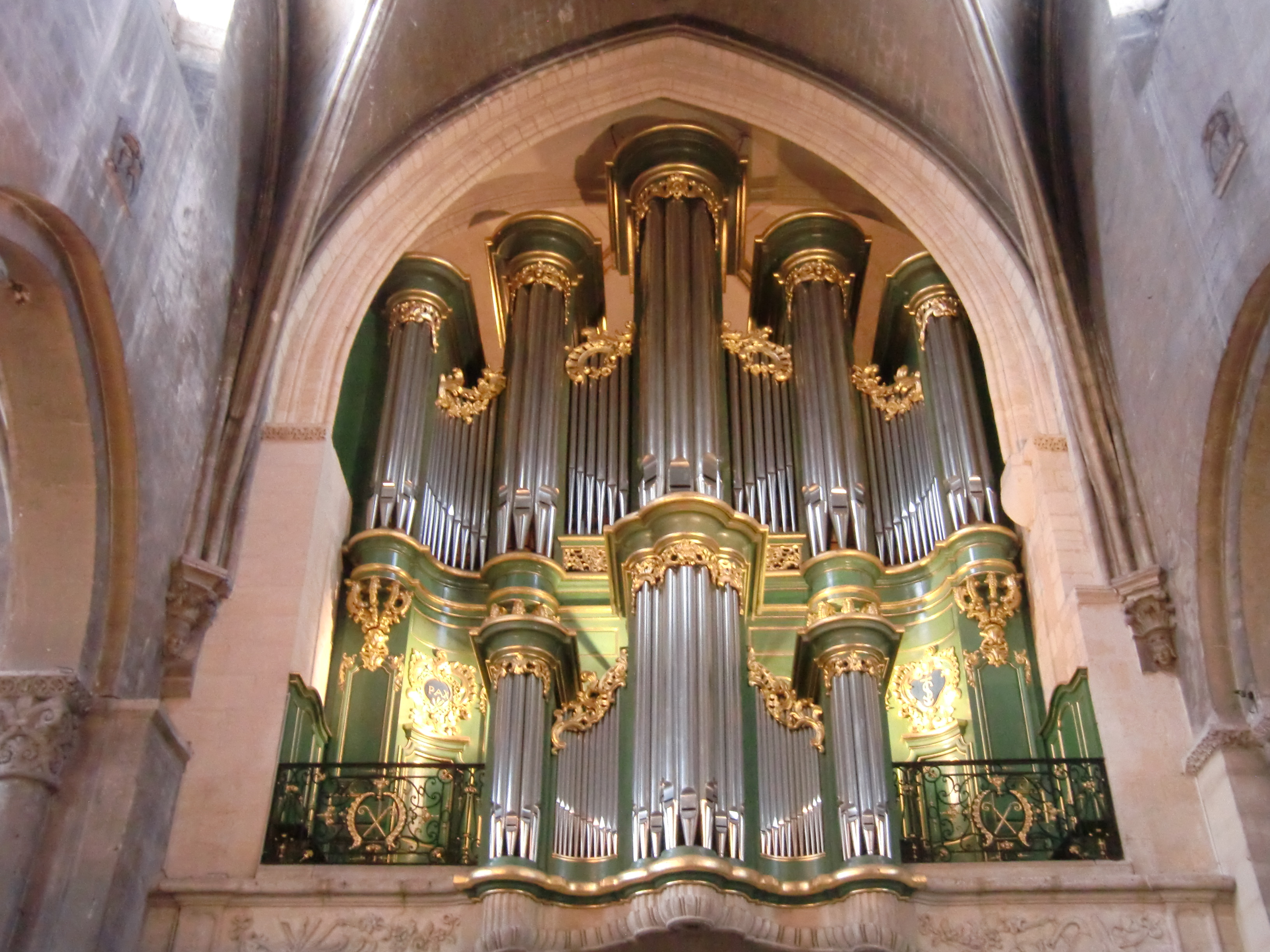
Bordeaux - L'Orgue Dom Bedos de l'abbatiale Sainte-Croix de Bordeaux

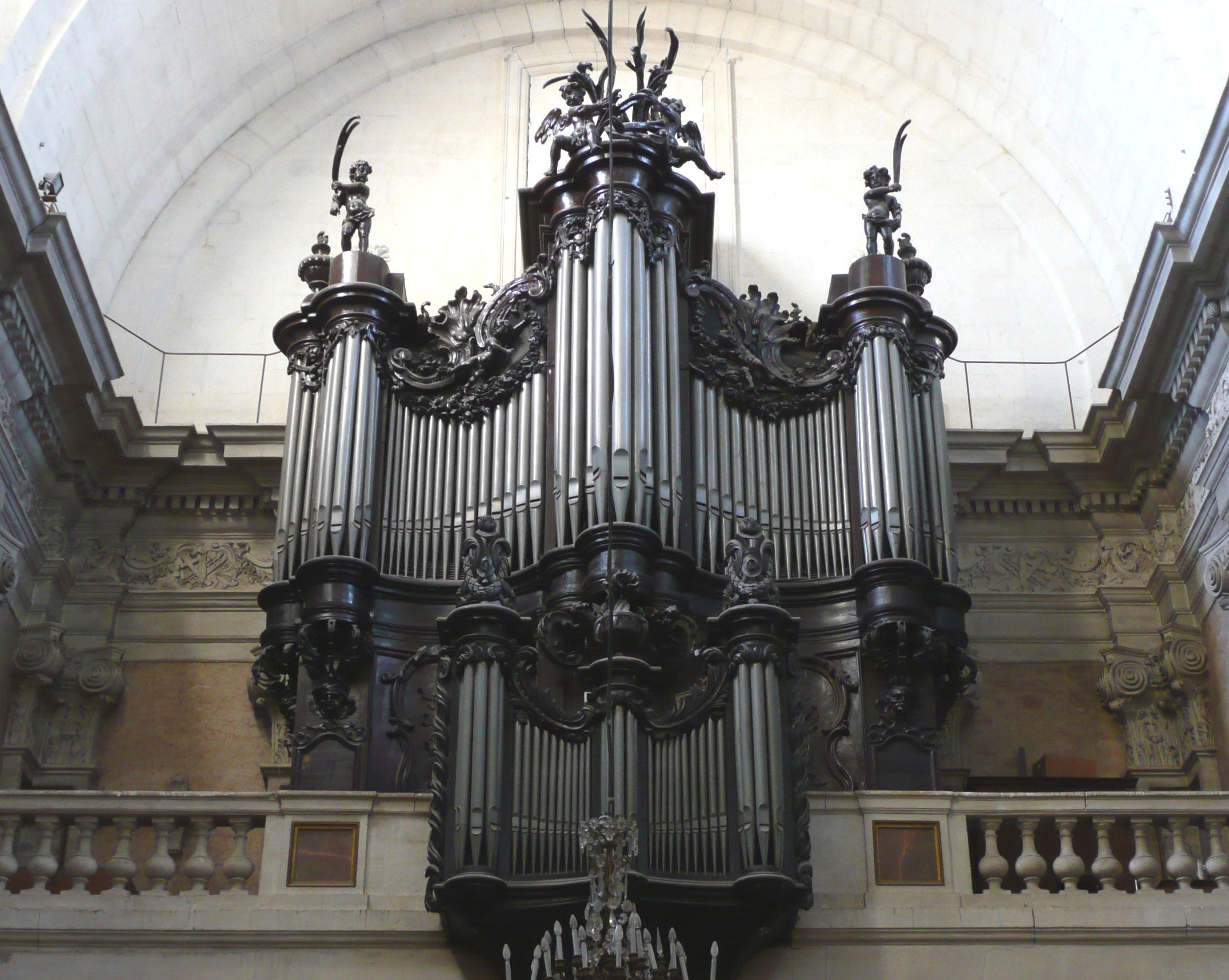
Montpellier, basilique Notre-Dame des Tables

Érudit mathématicien et géomètre, Dom Bédos est correspondant de l’Académie royale des sciences en 1758 et, l'année suivante, est élu à l'Académie de Bordeaux. En 1760 il publie La gnomonique pratique ou L'art de tracer les cadrans solaires avec la plus grande précision, un des meilleurs traités de gnomonique. Cette publication bénéficie du parrainage du Secrétaire perpétuel de l'Académie des sciences, Jean-Paul Grandjean de Fouchy, créateur de la courbe en huit, déduite de l'équation du temps et qui permet de lire directement le temps moyen sur un cadran solaire. Jean-Paul était organiste comme le fut aussi son père Philippe graveur du roi Louis XIV. Dom Bédos est remercié dans sa préface par Dudin, l'auteur de L'Art du relieur et du doreur de livres, et par André-Jacques Roubo ("L'Art du menuisier") dans la collection des "Descriptions des arts et métiers faites ou approuvées par MM. de l'Académie des Sciences" (de Paris) qui éditera son grand ouvrage, L'art du facteur d'orgues.

## Son traité
En 1763, il se retire en effet en l'abbaye bénédictine de Saint-Denis et, à la demande de l'Académie royale des sciences de Paris (où Duhamel du Monceau était fort actif), y commence la rédaction d’un traité théorique et pratique de facture d’orgue qui absorbera les dernières années de sa vie. Publié de 1766 à 1778, L'Art du facteur d'orgues est une somme monumentale sur l’orgue classique français du XVIIIe siècle, qui fait encore autorité auprès des facteurs d’orgues contemporains. La première partie est parue en 1766 (elle était terminée en 1765), la deuxième et la troisième en 1770, la quatrième, avec la préface générale (qu'il faut relier en tête), la table des matières et un important dictionnaire des termes techniques, en 1778. À la fin de chaque partie figurent des « Corrections et additions » qu'il faut prendre le temps de reporter à la main dans le corps de l'ouvrage, si l'on entend travailler en toute sécurité ; et ceci vaut évidemment pour toutes les éditions en « fac-similé » modernes.
L'art du facteur d'orgues a été réédité en 1849 dans l'Encyclopédie Roret, sous le titre Nouveau Manuel complet du facteur d'orgues, amputé de sa quatrième partie (orgues à cylindres, tonotechnie) mais augmenté de l'exposé des « perfectionnements réalisés pendant la première moitié du XIXe siècle » et d'un dictionnaire biographique des facteurs d'orgues, par Pierre-Marie Hamel. Une deuxième édition de ce manuel a été publiée en 1903, complétée par L'Orgue moderne, rédigé par Joseph Guédon : l'intérêt de ces rééditions réside surtout en ce que les mesures y sont traduites en système métrique. Les planches - sauf les dernières - sont celles de Hamel, redessinées pour la plupart d'après Dom Bédos, mais en réduction ; le vol. de texte passe au format in-4° au lieu des trois petits in-16° de l'édition de 1849. L'édition originale de 1766/1778 a été plusieurs fois rééditée en fac-simile (Bärenreiter, Laget, Slatkine etc.) et traduite tant en anglais qu'en allemand et en italien chez divers éditeurs.
Dom Bédos est mort à l'abbaye de Saint-Denis le 25 novembre 1779. Dans ses Mémoires, Ferdinand-Albert Gautier, organiste de cette abbaye de 1763 à 1793, parle de lui en ces termes : C’était un homme de très grand mérite, et qui fit honneur à l’abbaye de Saint-Denis par ses hauts talents. (…) Cet artiste excelloit dans plusieurs genres. Il étoit d’un fini et d’un précieux très rares à rencontrer, et dont on a peine à se faire une juste idée. Il étoit sçavant mathématicien, il faisoit tous ses outils et instruments lui-même. Il n’auroit pas trouvé, selon lui, d’ouvriers assez précieux pour les lui faire selon ses désirs. Enfin, c’est un de ces hommes utiles à la Société et qui joignoit à cela les qualités d’un bon religieux : doux, affable, obligeant et très laborieux, étant estimé des sçavants et jouissant de la réputation la mieux acquise par la supériorité de ses talents, et dont il ne se prévalut jamais.
La reconstitution, à partir de 1984, de l'orgue de Dom Bedos à Sainte-Croix de Bordeaux par Pascal Quoirin est comme l'illustration audible de L'Art du facteur d'orgues, un ouvrage impérissable devenu la Bible de l’orgue classique français : tout y est détaillé, de la façon de faire un tuyau aux outils les mieux adaptés au moindre geste. Sur le plan du « bon goût », tant dans l'esthétique des buffets que dans la composition des jeux et leur mise en harmonie, l'auteur sait expliquer dans la langue la plus claire qui soit, et guider sans trancher de façon péremptoire. Il avoue ne pas connaître ce qui se pratique hors de France, mais parmi ses nombreuses et belles planches - gravées sur cuivre, certaines par son jeune ami André-Jacques (ou Jacob) Roubo - il tient à faire figurer l'orgue Gabler de Weingarten aux côtés du « Grand 16' ou 32' français en montre » qu'il a dessiné avec Roubo et, sans doute, rêvé de construire un jour.

## Œuvres
- L'Art du Facteur d'Orgues. Réimpression de l'édition originale de Paris, 1766-1778, Slatkine, 2004,  (ISBN 2051019398),  (ISBN 978-2051019392)La meilleure réédition française est celle en fac-simile au format réel de Léonce Laget, en 1977. Tirée à 300 ex., puis, semble-t-il, à 500 ex. en 1983, elle est malheureusement difficile à trouver et d'un prix peu abordable.
- Dom François Bédos de Celles (préf. Jean Barraud), L'Art du Facteur d'Orgues, Genève, Slatkine reprints, 2004, 27-XXXII-676-CXXXVII p. (ISBN 2-05-101939-8, BNF 39224690) fac-similé.
- Édition numérique :

L'Art du Facteur d'Orgues Partie I, lire en ligne sur Gallica
L'Art du Facteur d'Orgues Partie II-III lire en ligne sur Gallica
L'Art du Facteur d'Orgues Partie IV lire en ligne sur Gallica
- Dom François Bédos de Celles, La Gnomonique pratique : ou l'Art de tracer les cadrans solaires avec la plus grande précision, Paris, Delalain, 1760, XL-510 p., 38 pl. et 1 carte (BNF 30076705, lire en ligne).
- Compte rendu sur le nouvel orgue de Saint-Martin de Tours dans le Mercure de France (1762) lire en ligne sur Gallica

## Exemples sonores
- YouTube Jean-Luc Perrot joue la Romance extraite de L'art du facteur d'orgues sur l’orgue Clicquot de Souvigny.

## Planches deL'art du facteur d'orgues

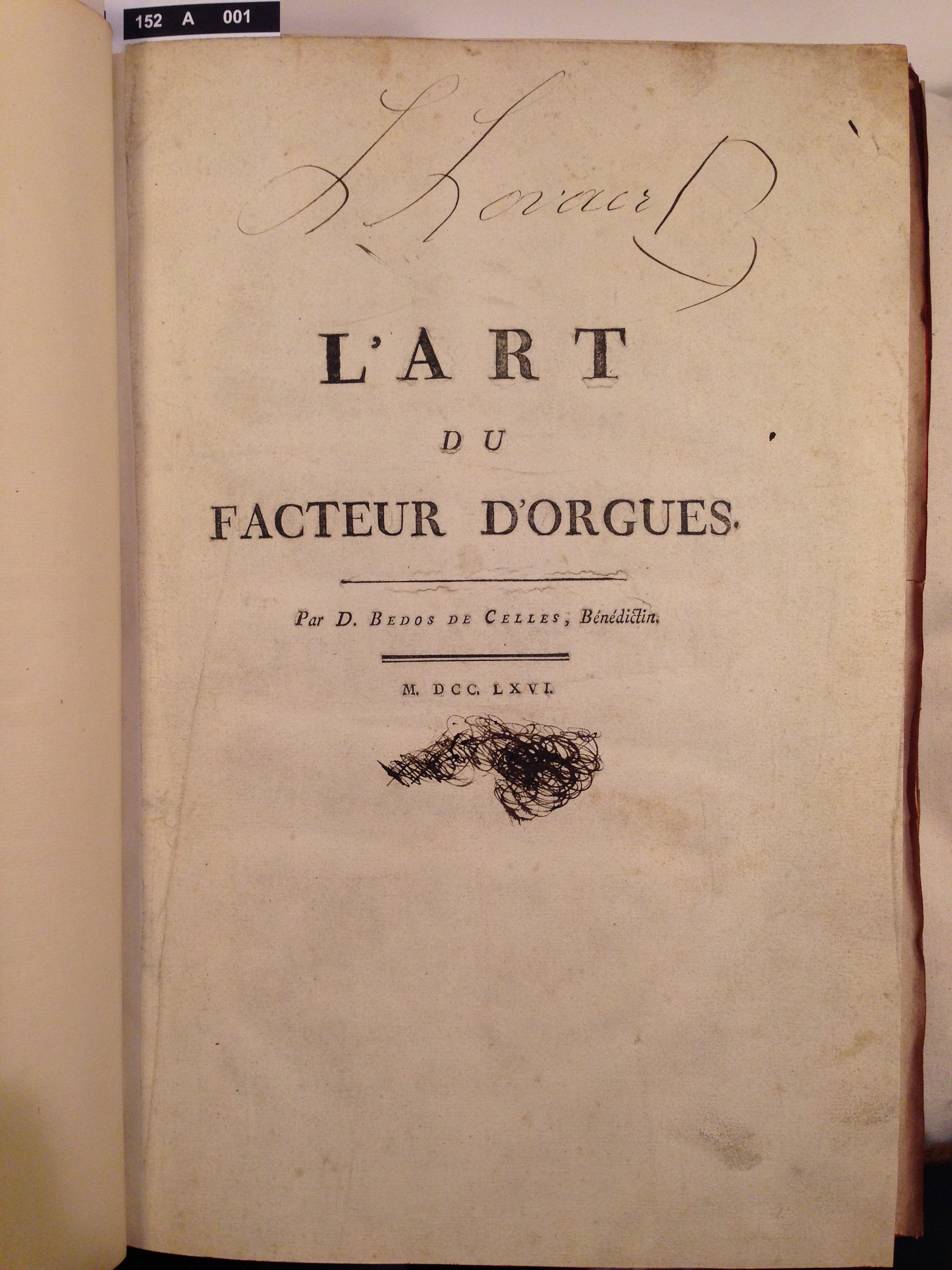
Titre
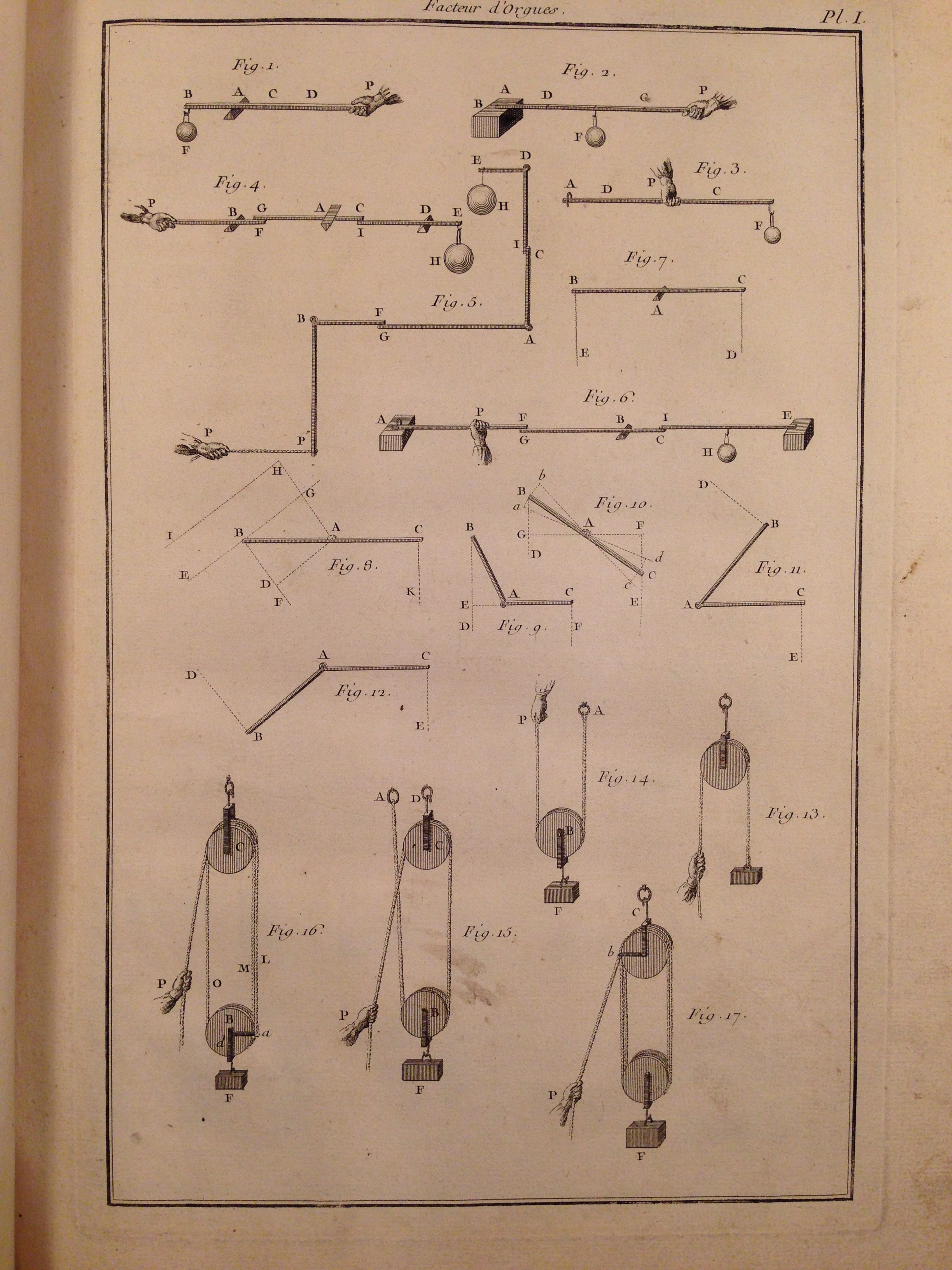
Planche
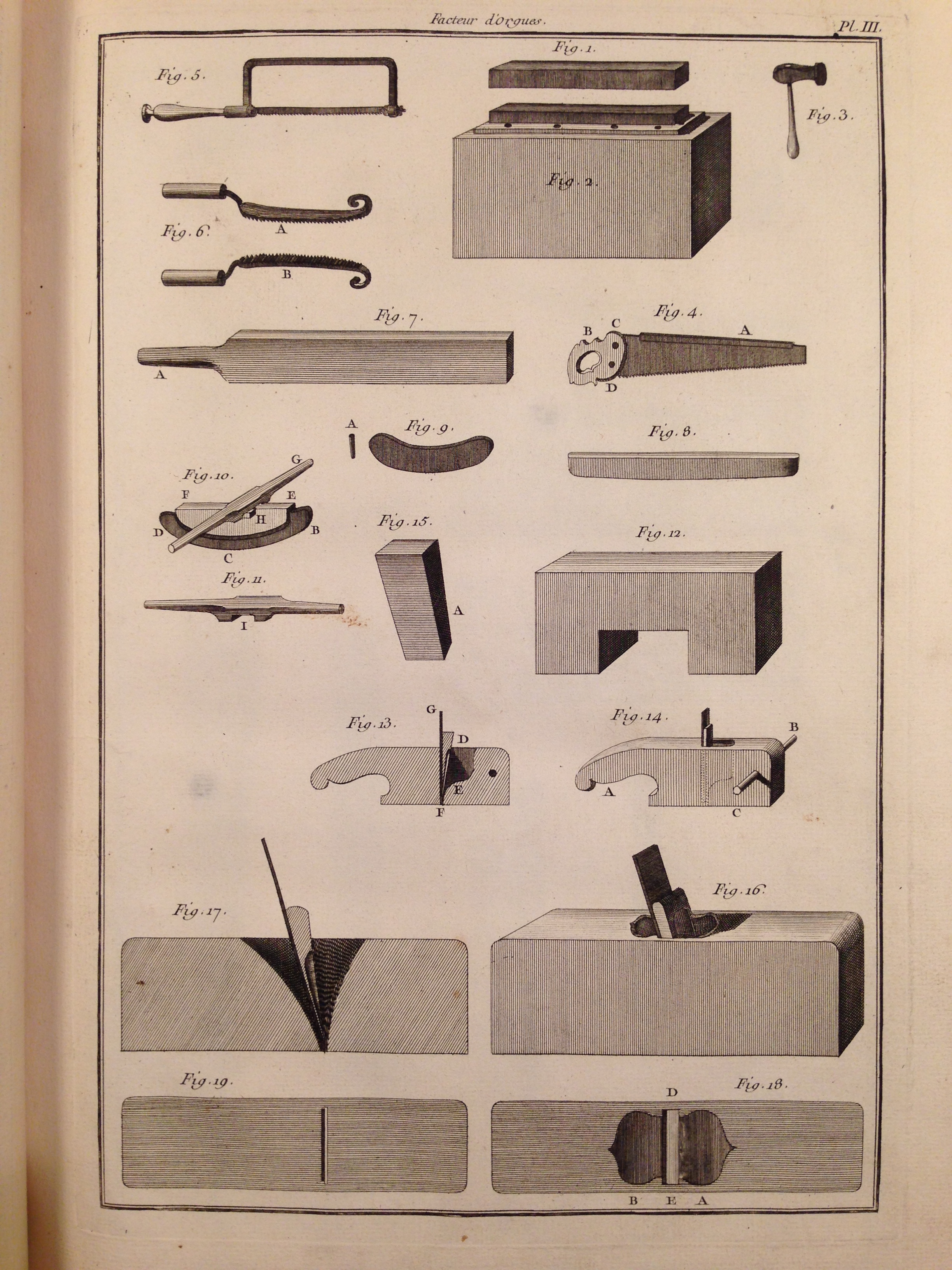
Planche
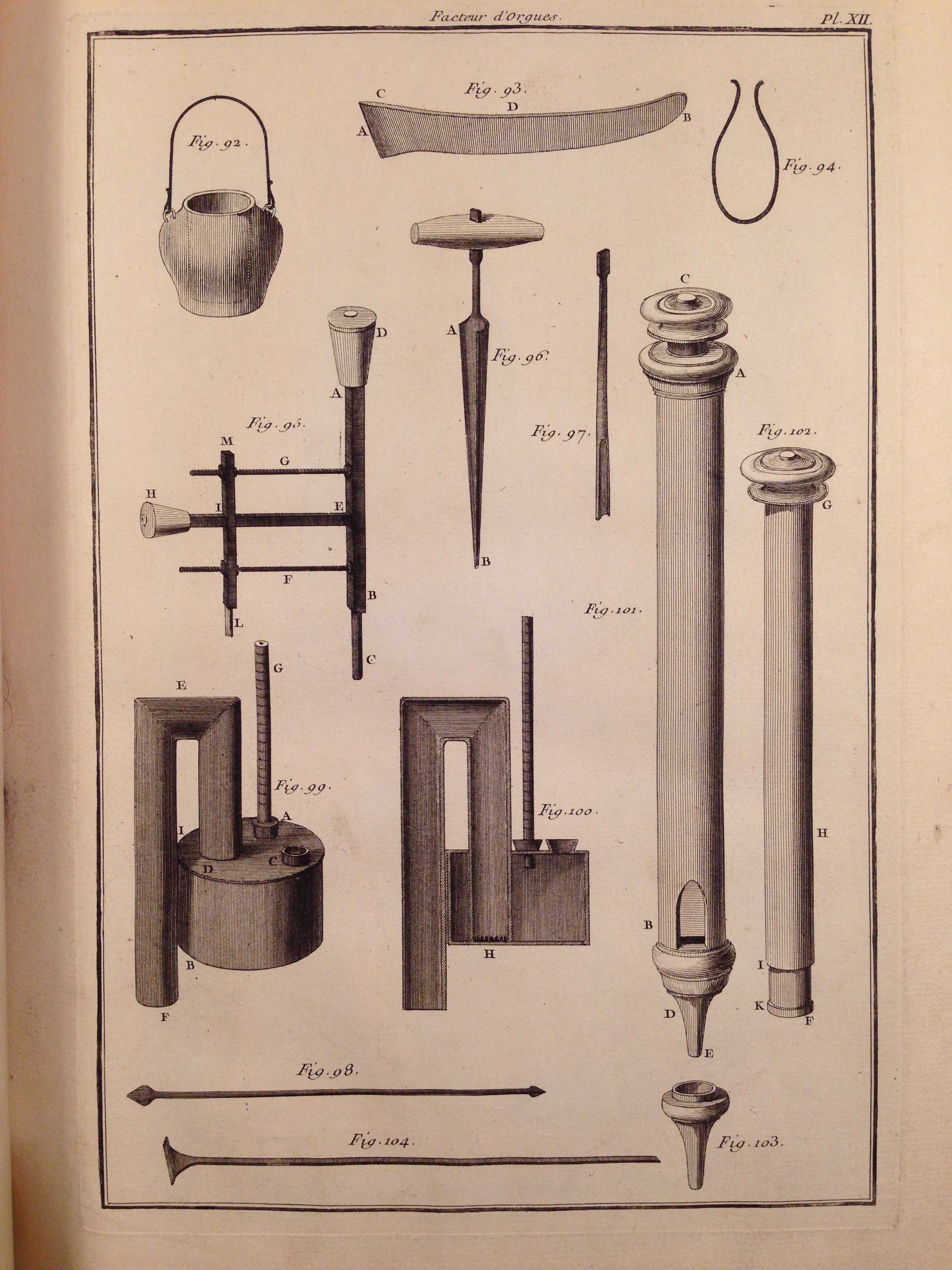
Planche
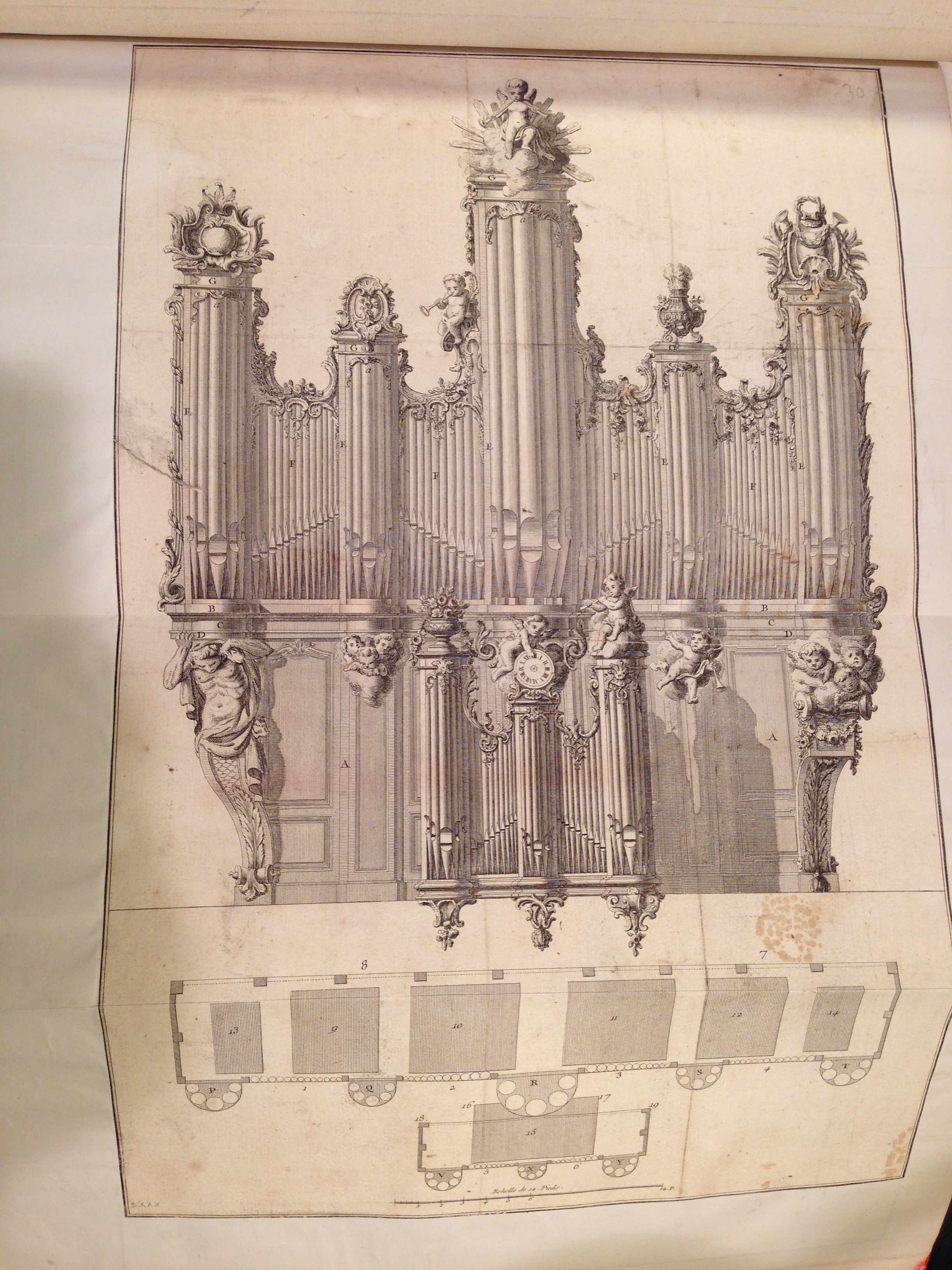
Planche
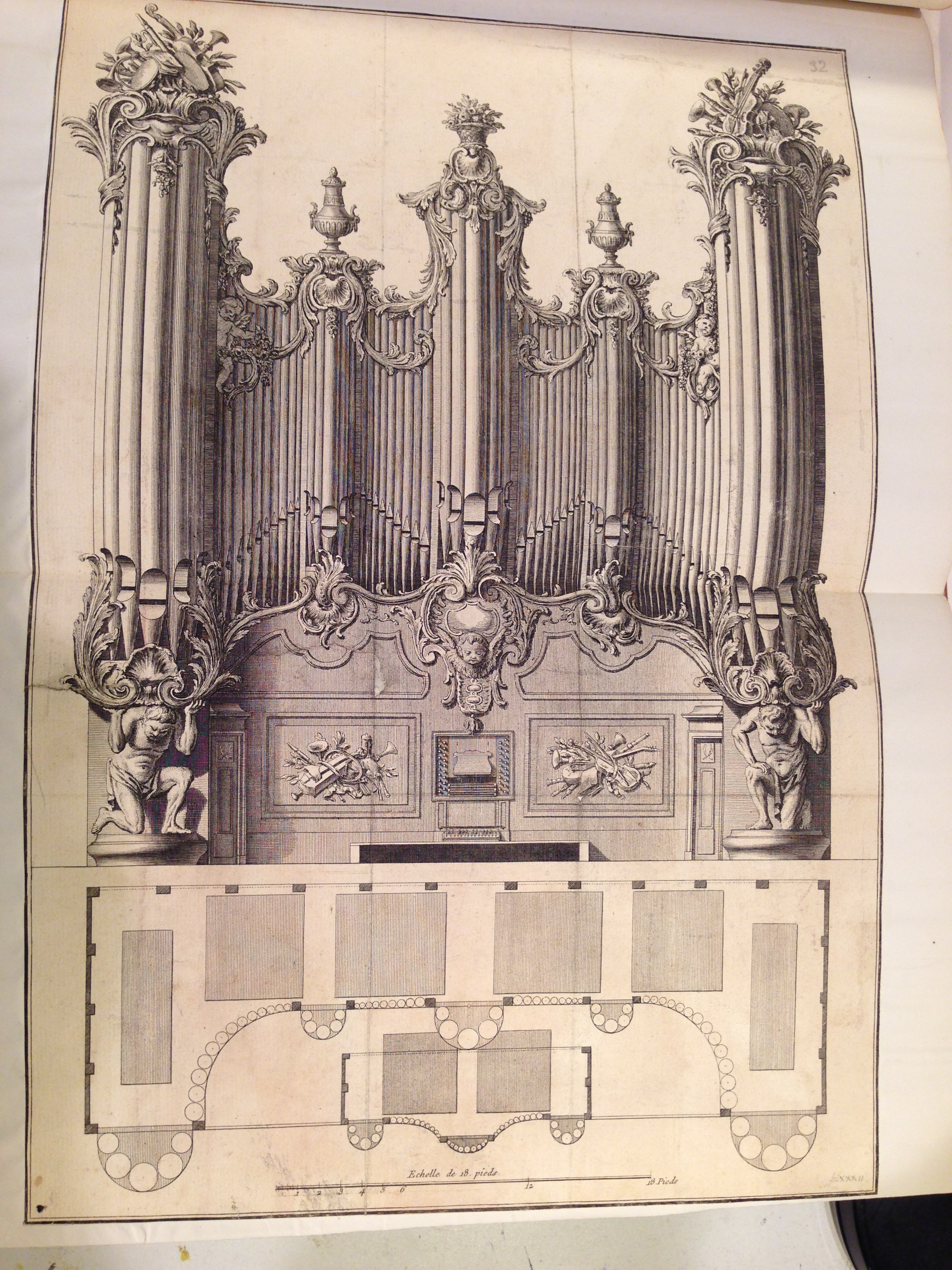
Planche
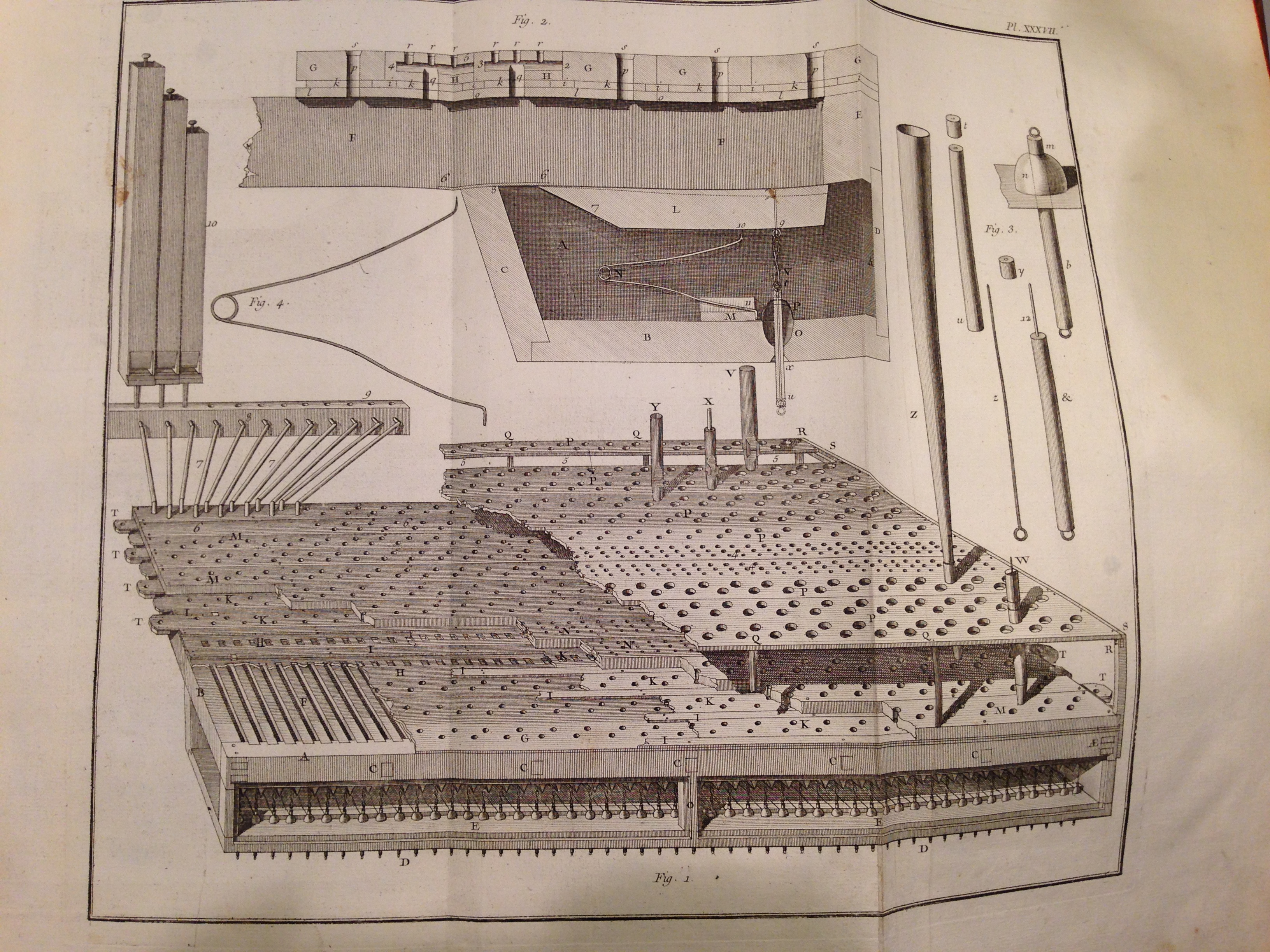
Planche
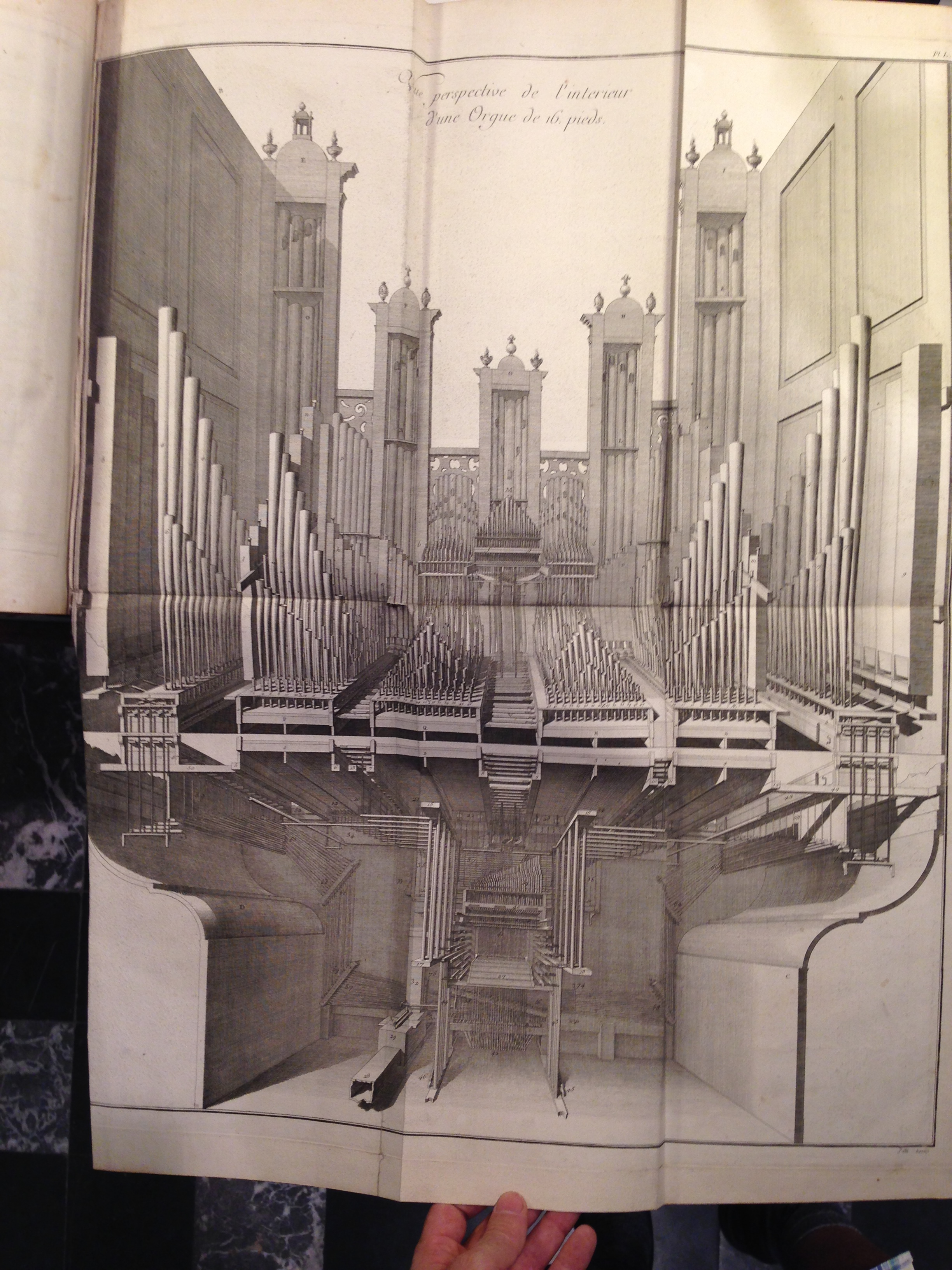
Planche
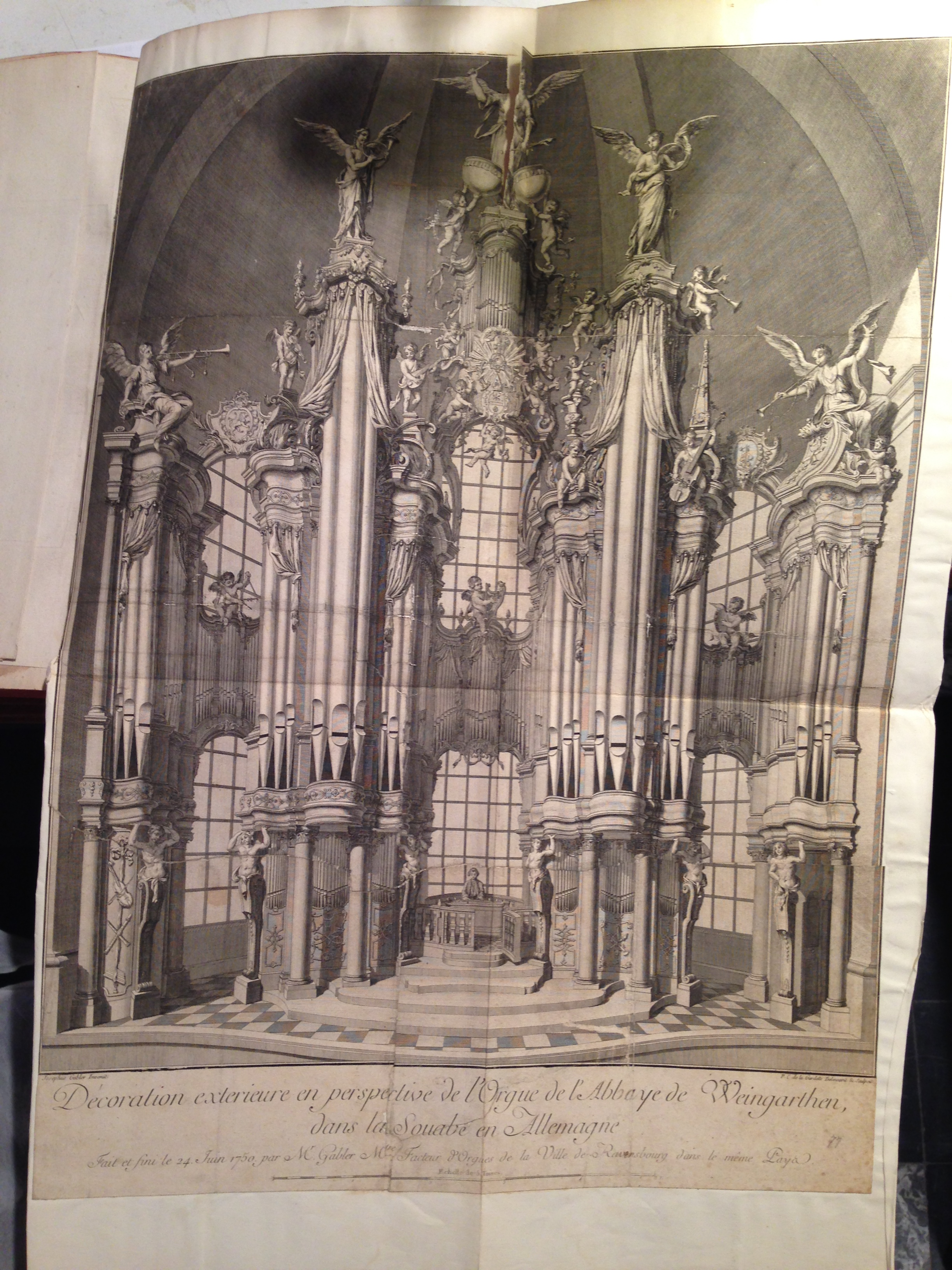
Planche
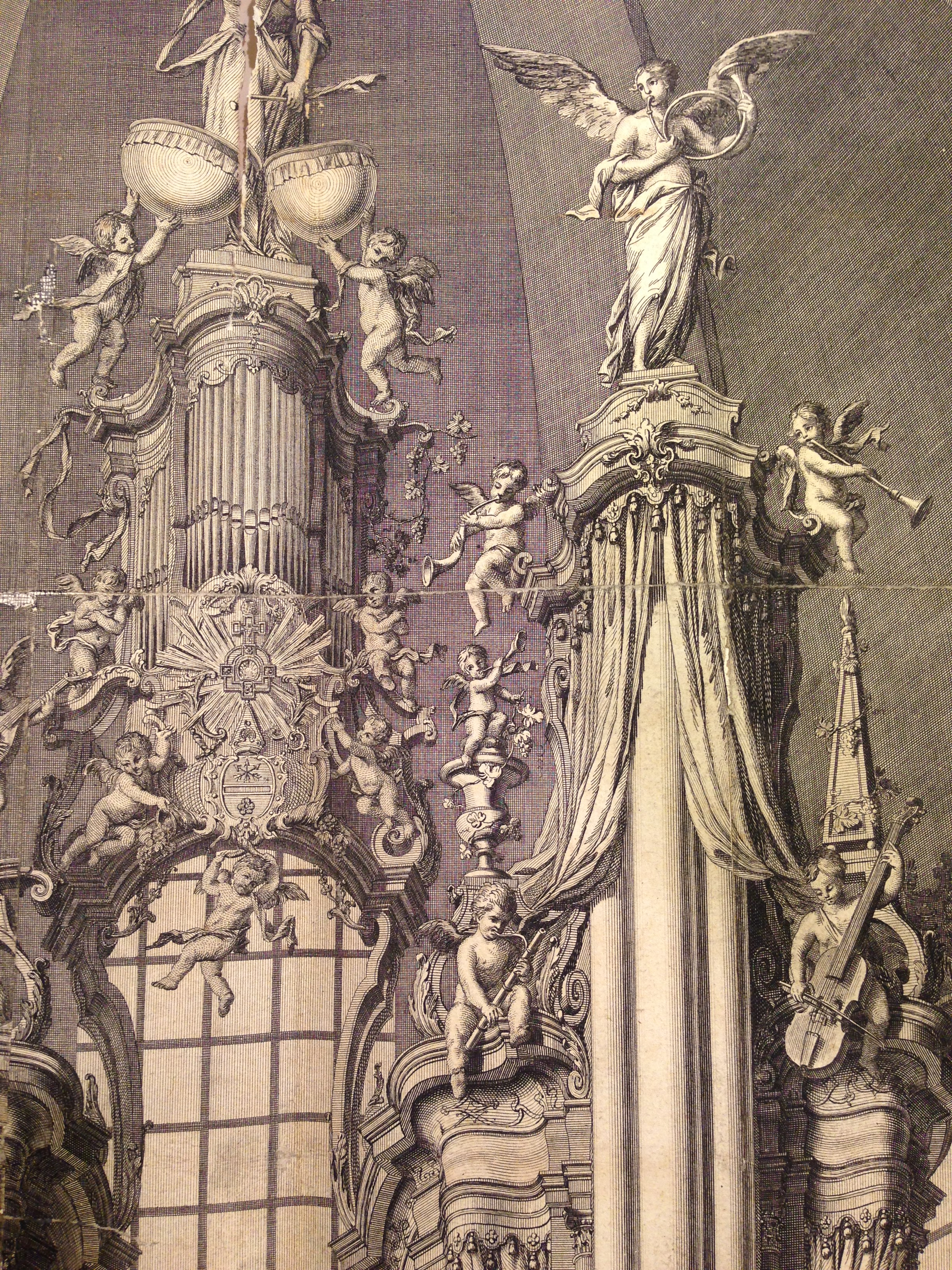
Planche
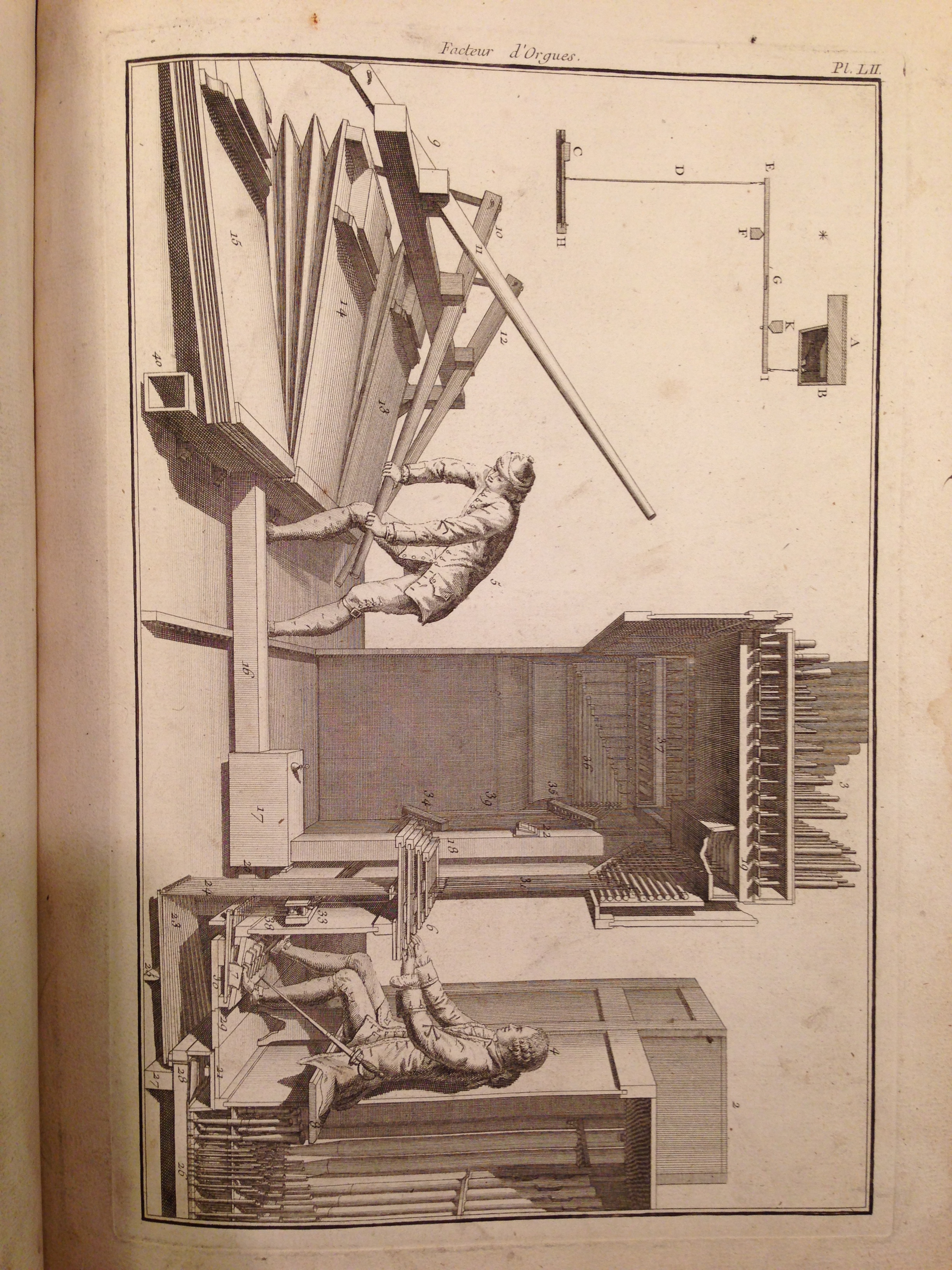
Planche
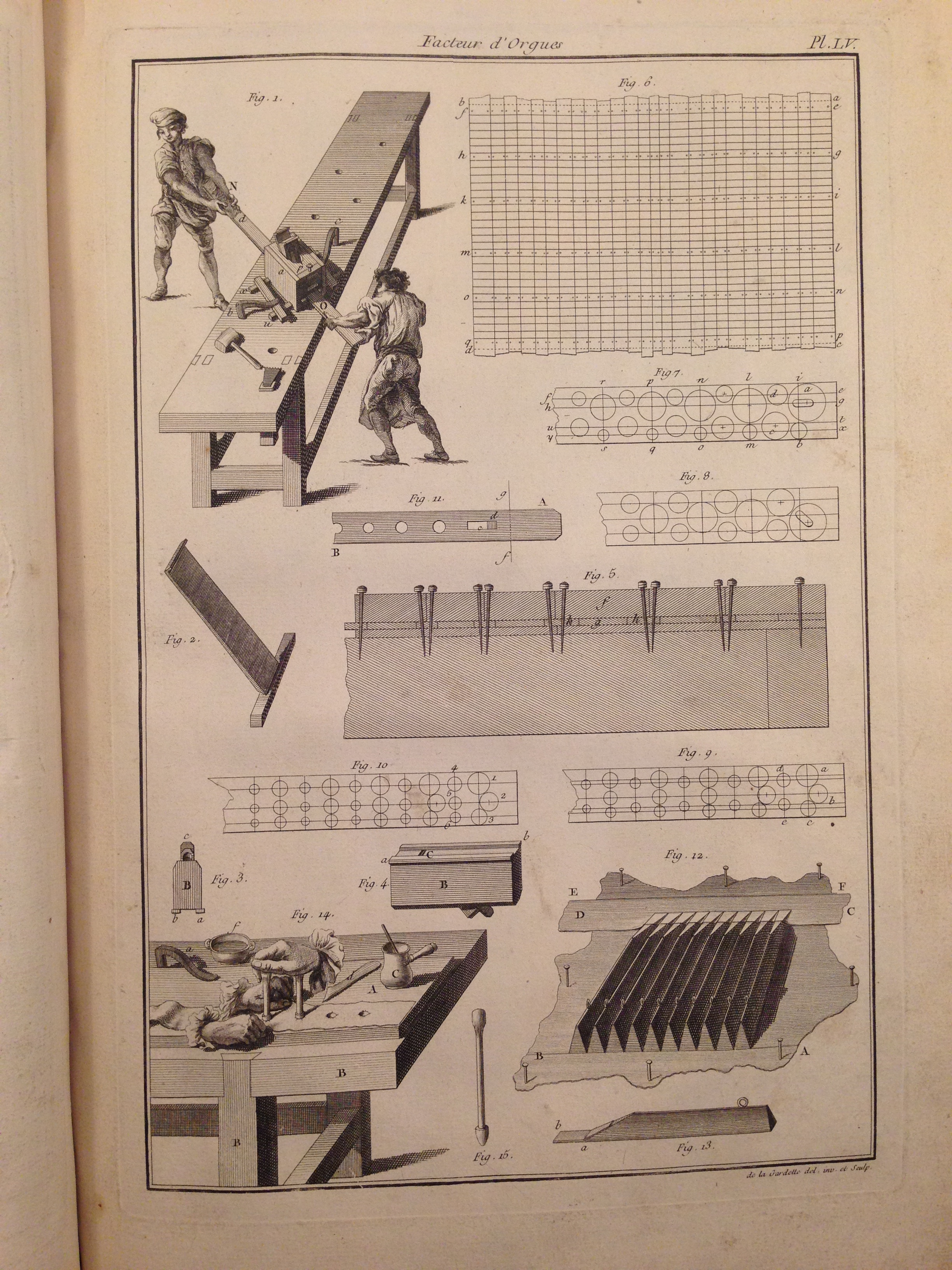
Planche
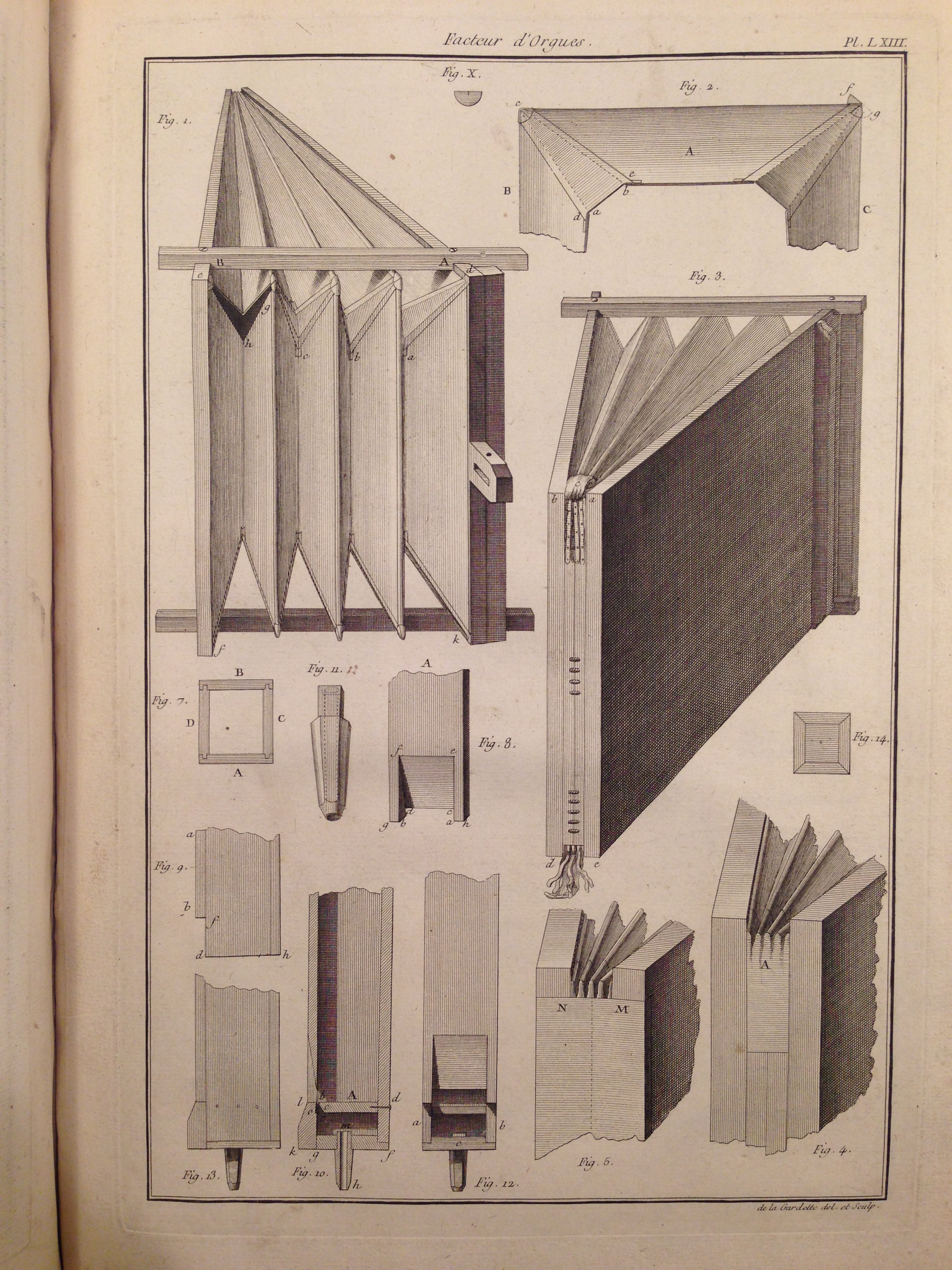
Planche
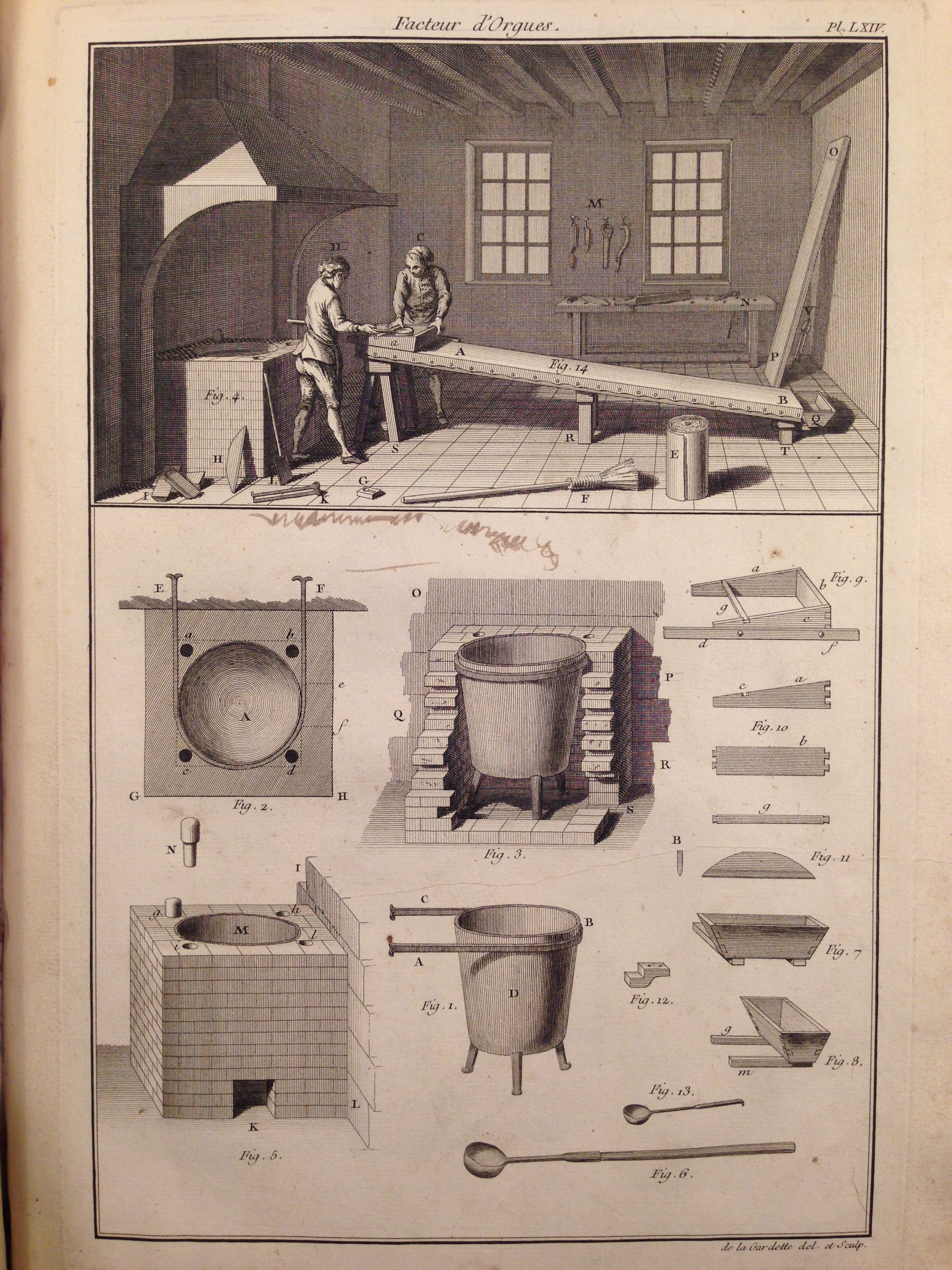
Planche
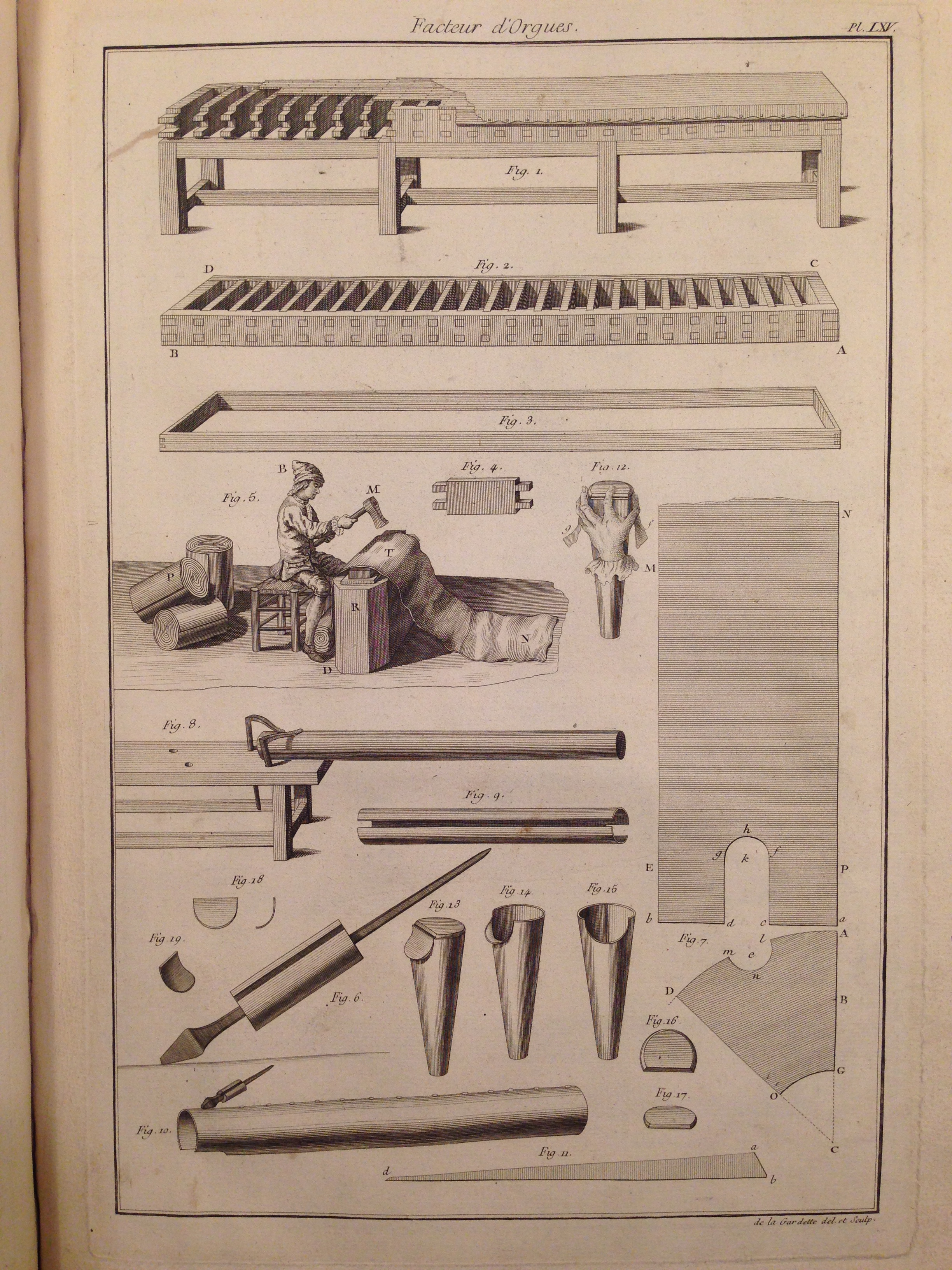
Planche
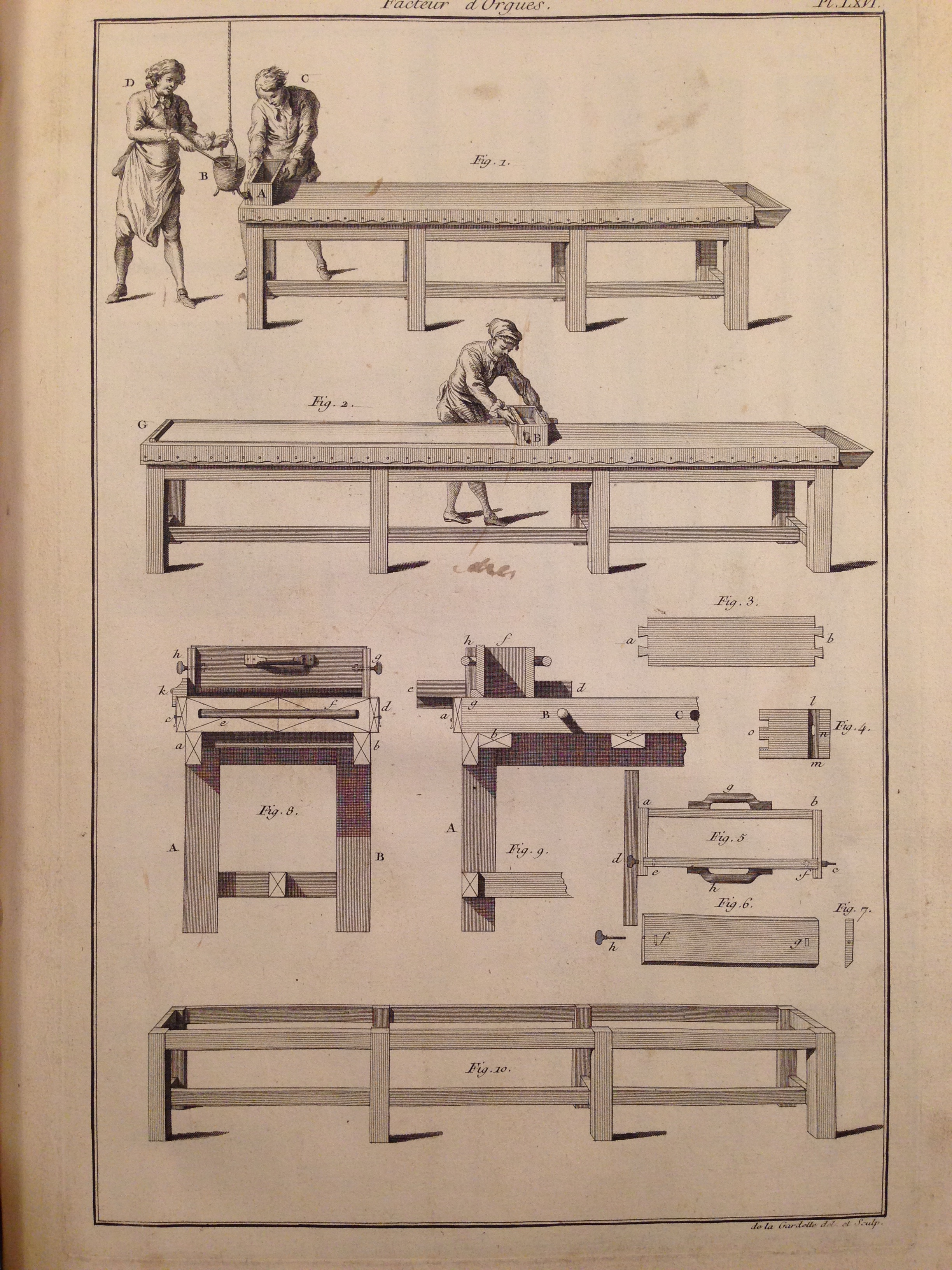
Planche
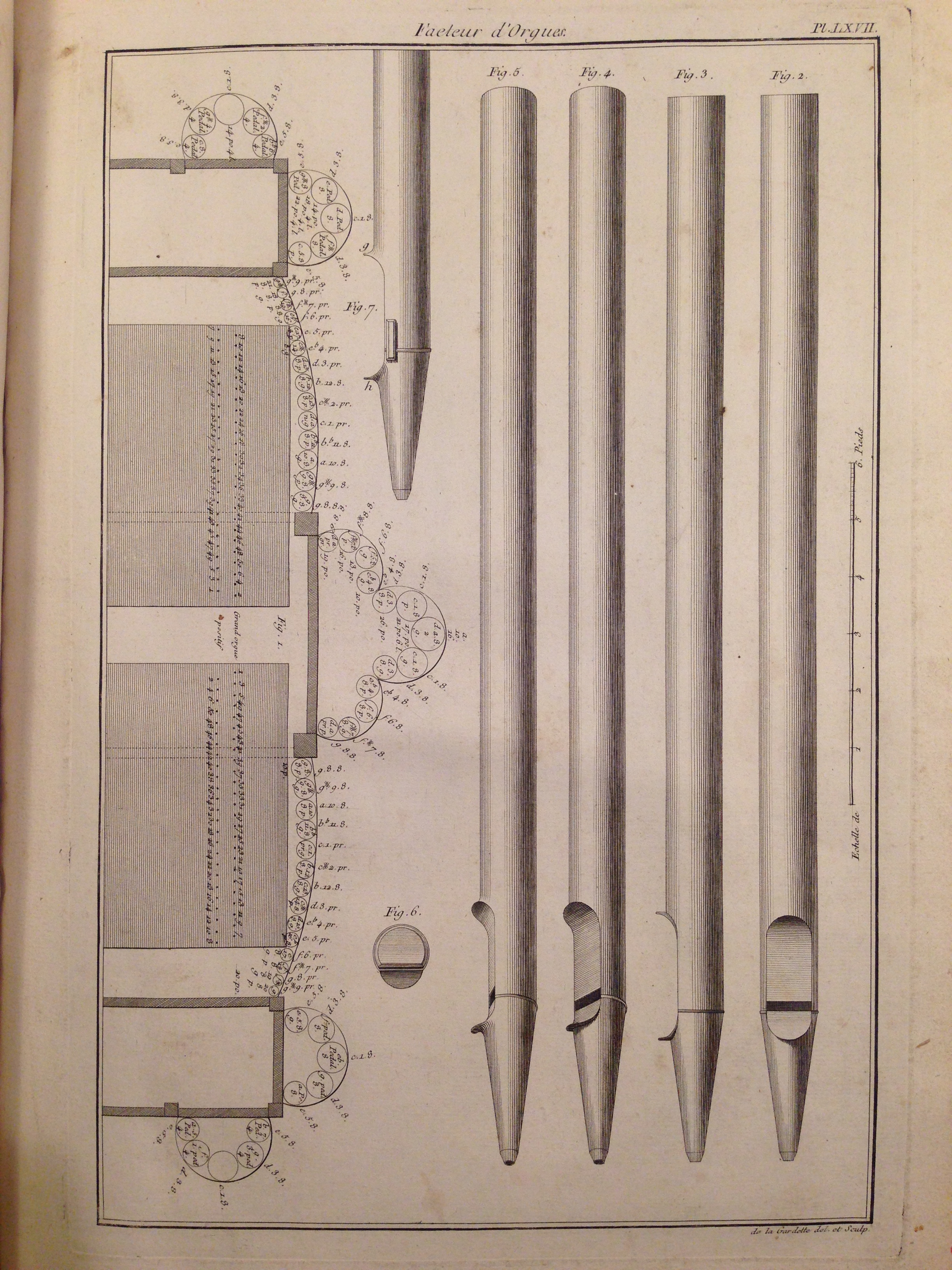
Planche
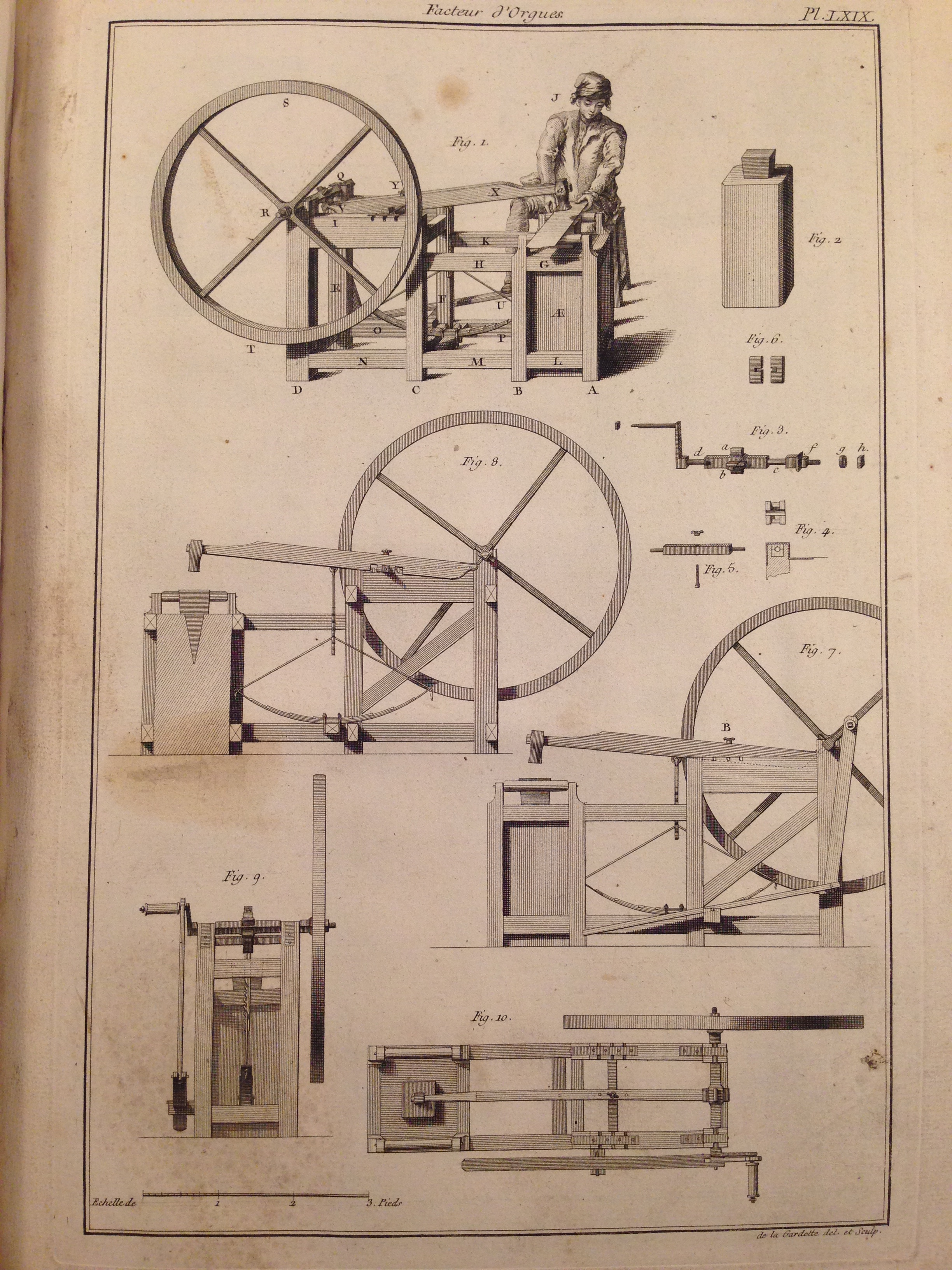
Planche
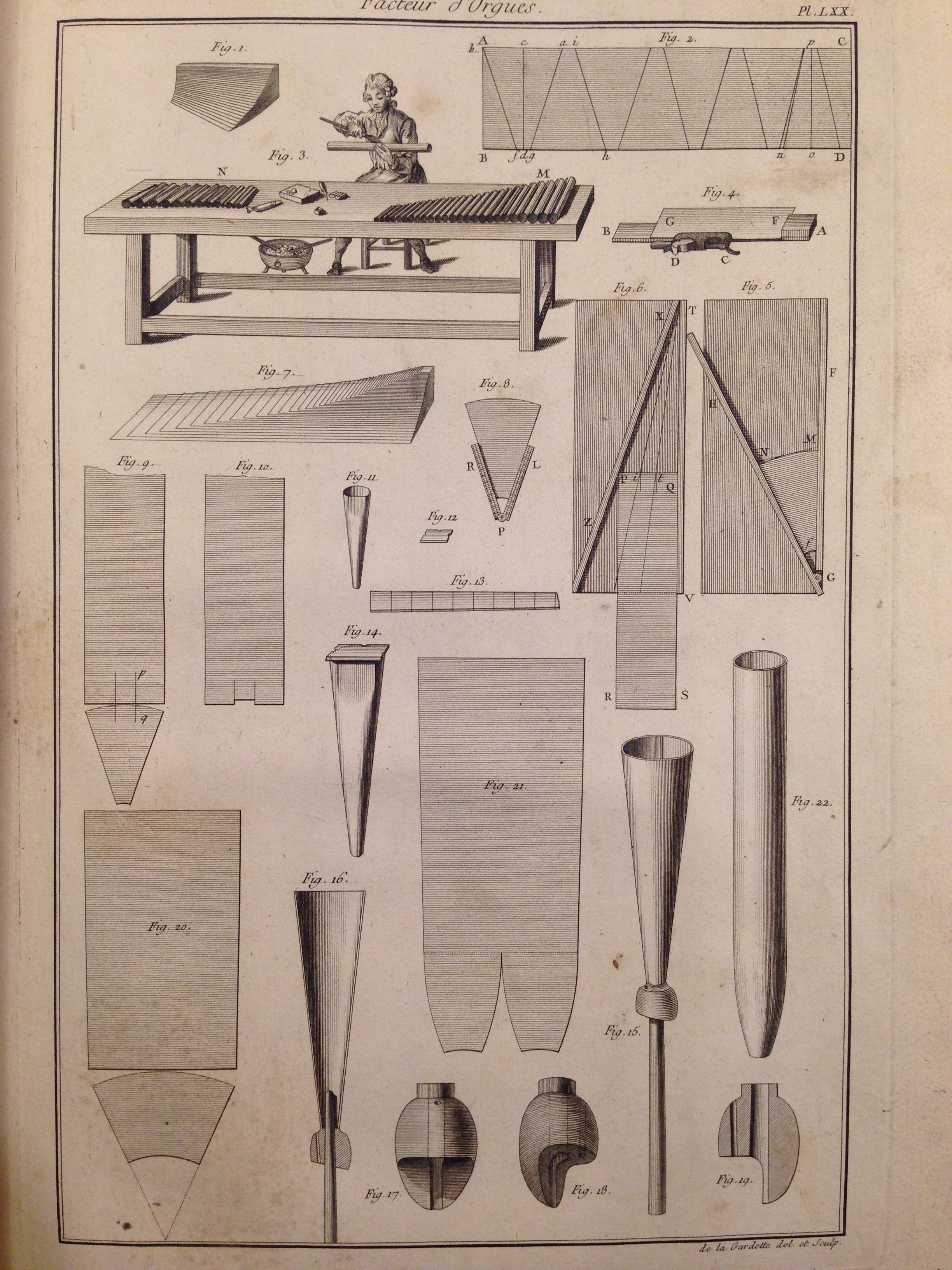
Planche
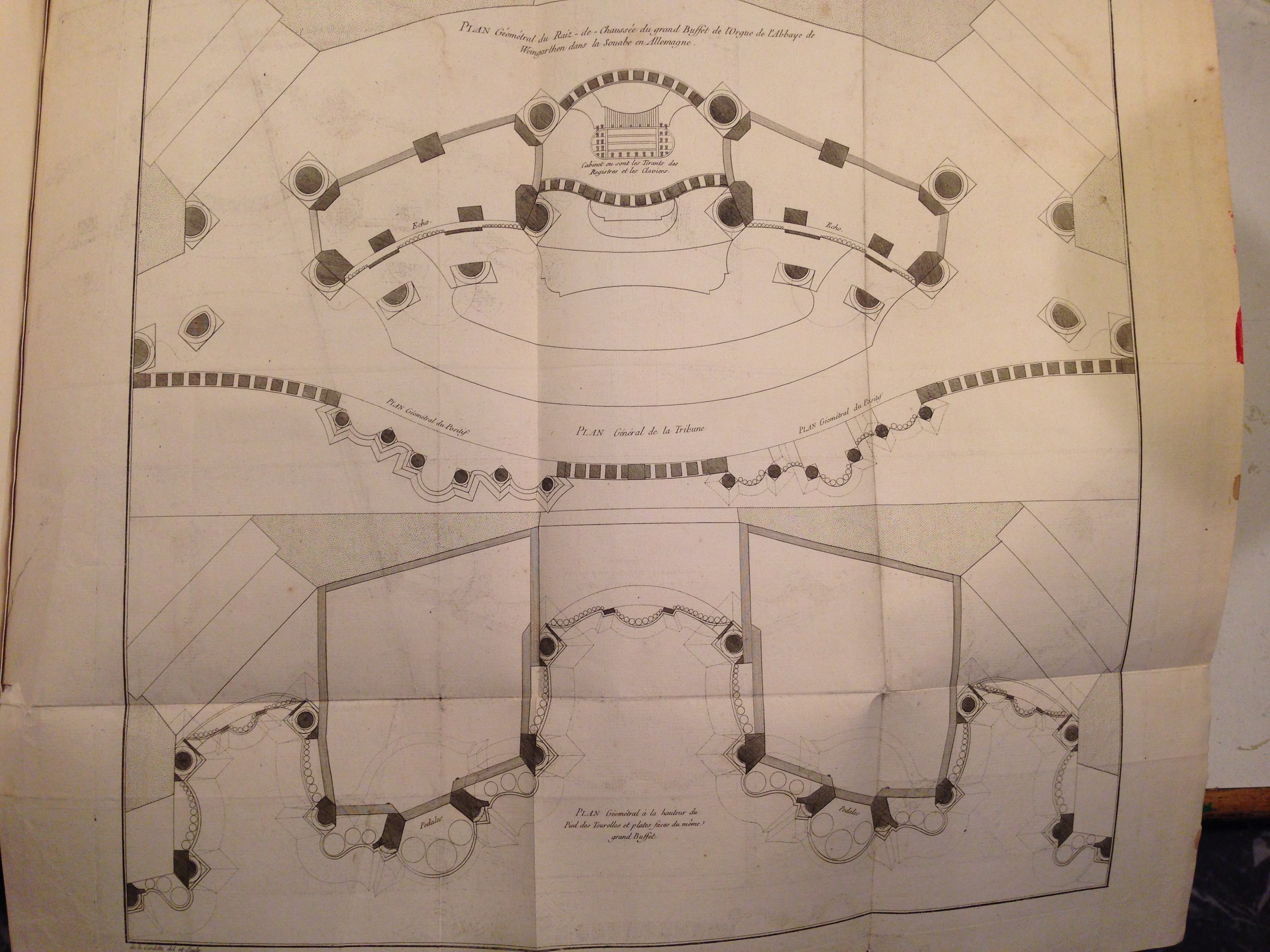
Planche
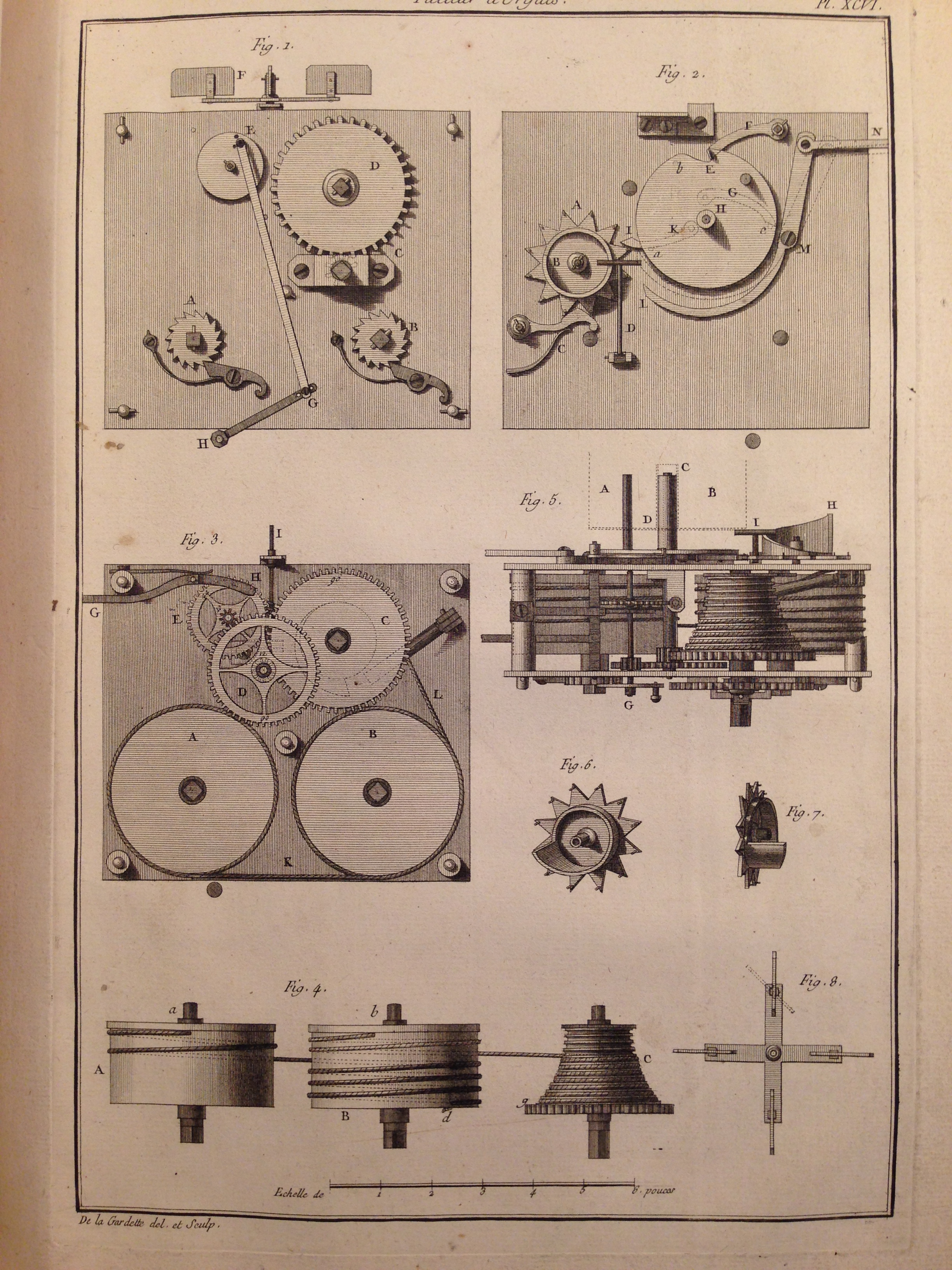
Planche
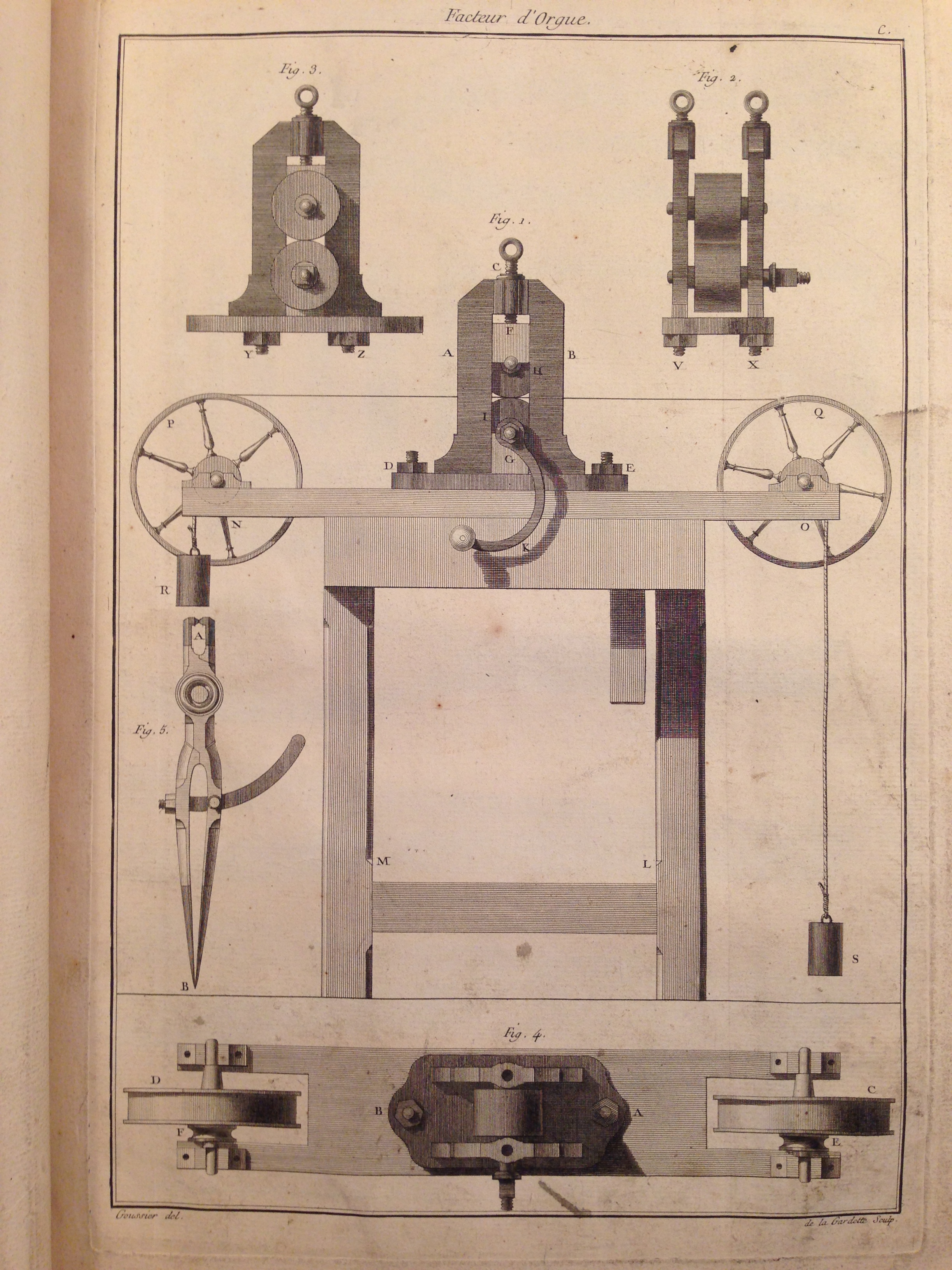
Planche
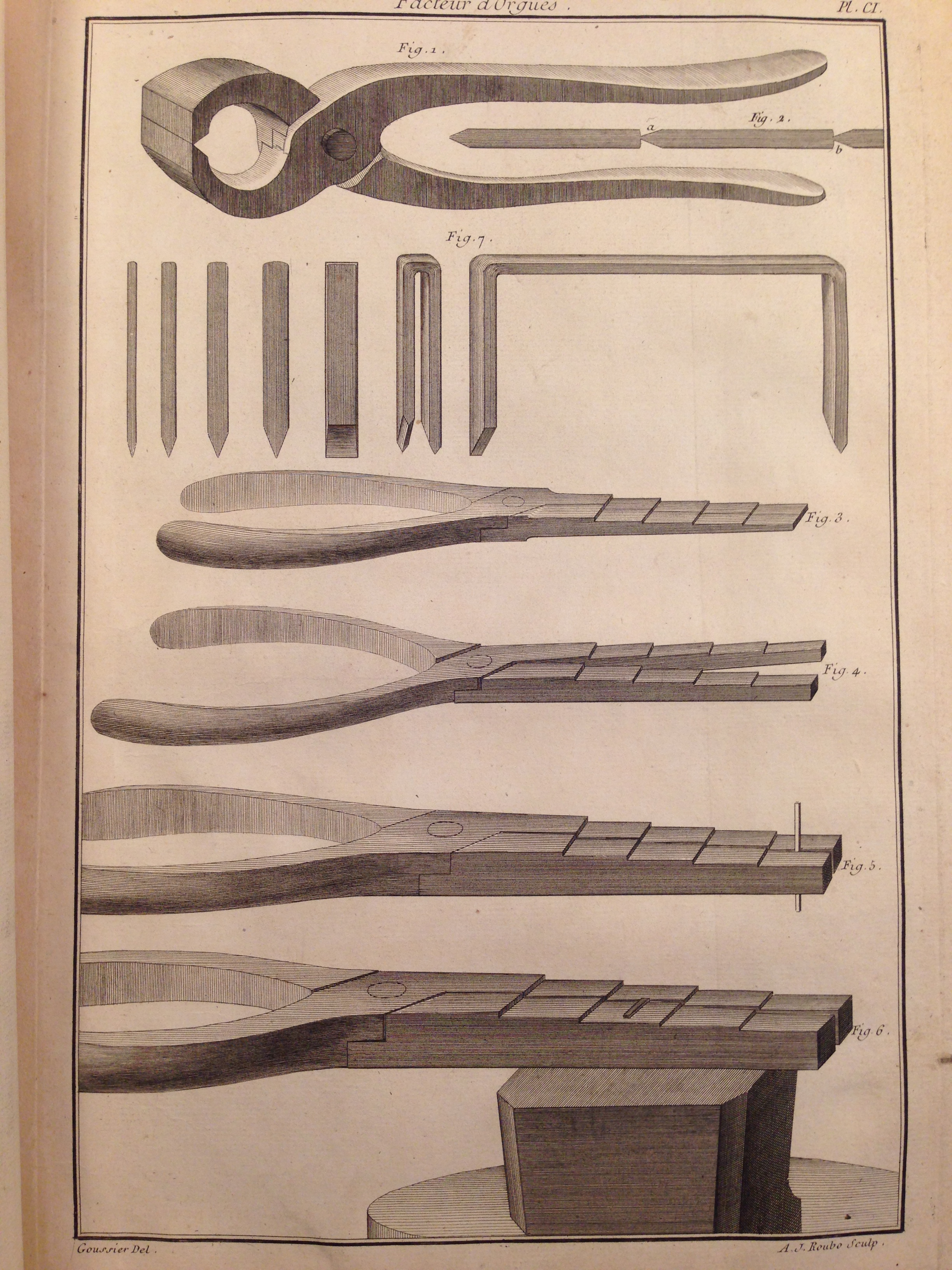
Planche
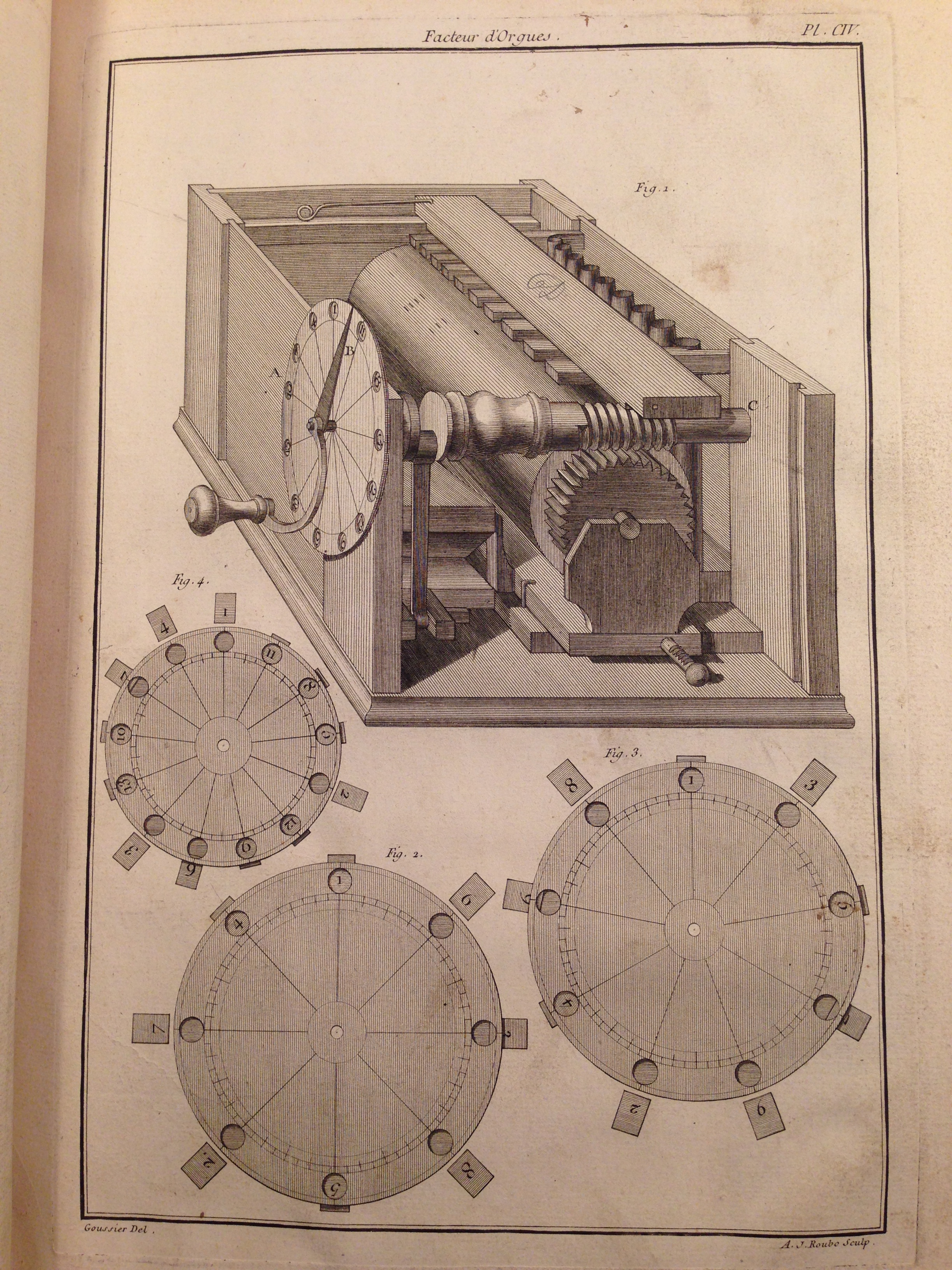
Planche
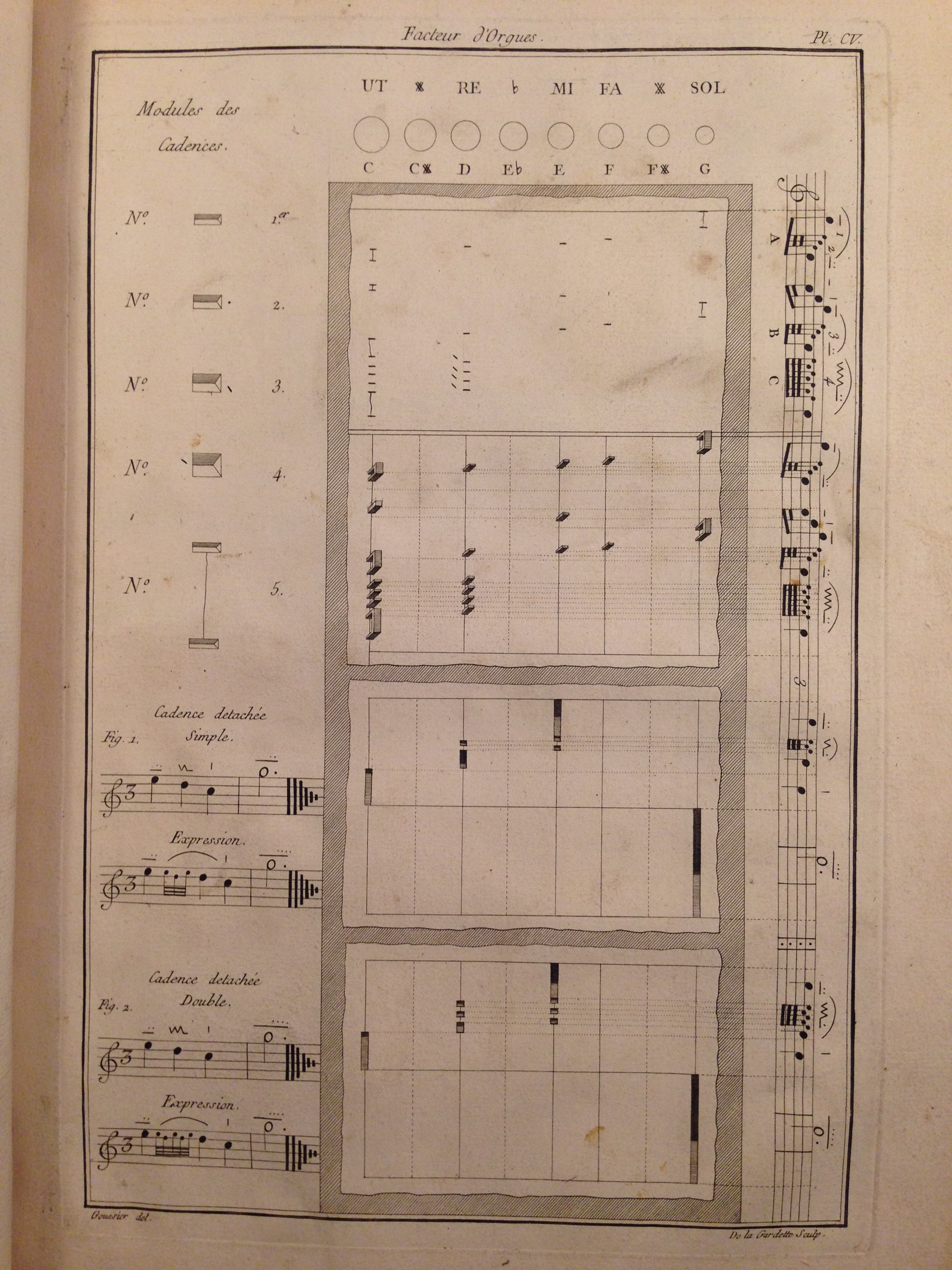
Planche
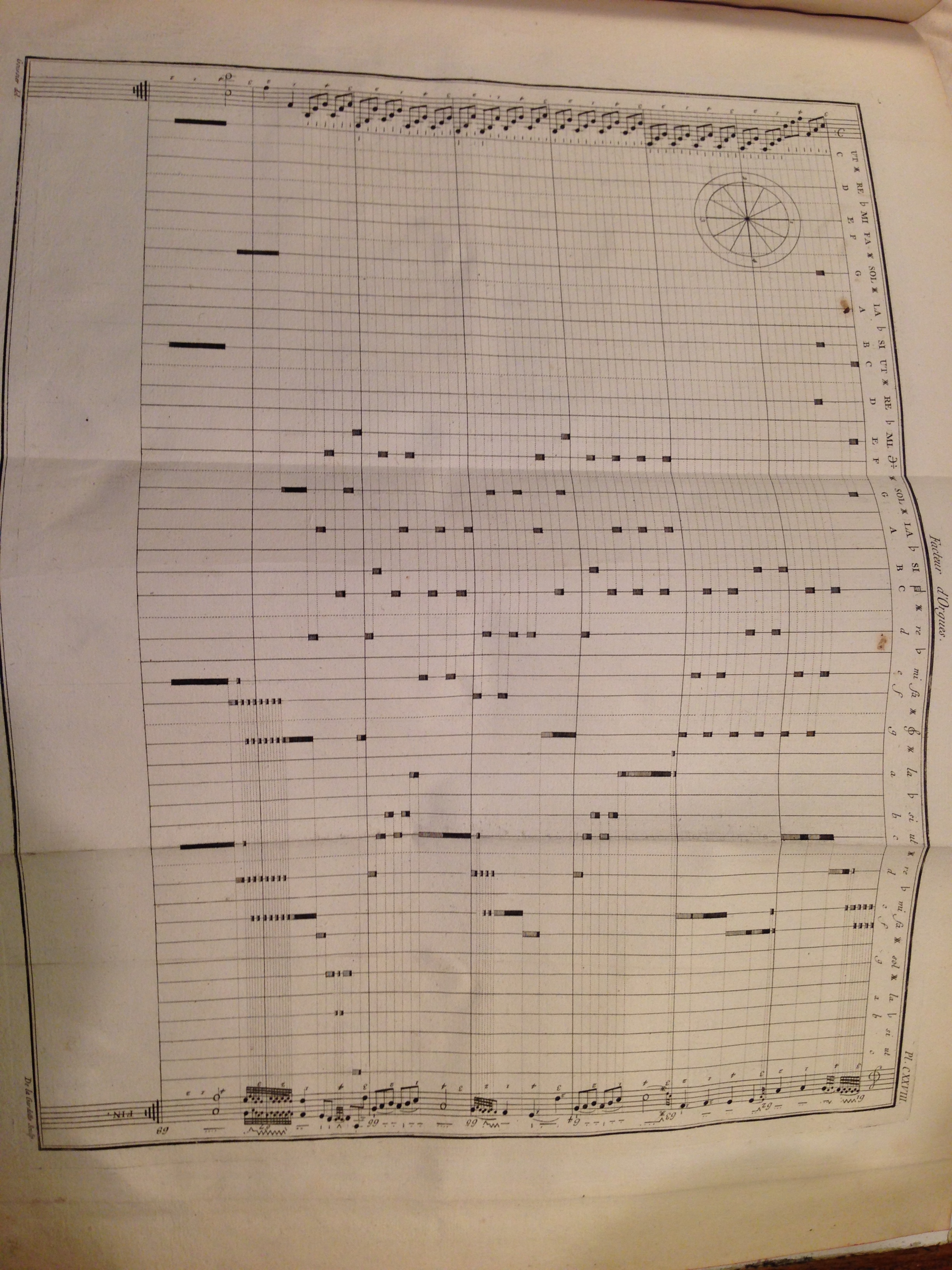
Planche